# Mercedes-Benz Clase S
El Mercedes-Benz Clase S (Sonderklasse) es un  automóvil de lujo del segmento F producido por el fabricante alemán Mercedes-Benz. Actualmente es el turismo más grande y lujoso de la gama. Comenzó a fabricarse desde mediados de los años 1950, y desde entonces es el sedán de lujo más vendido del mundo debido a su alta seguridad que le convierten en el sedán más seguro del mundo. Sus principales rivales son los Audi A8, BMW Serie 7, Lexus LS y Jaguar XJ.
Como buque insignia de Mercedes, el Clase S ha estrenado las últimas innovaciones de la compañía, incluyendo nuevas tecnologías de transmisión, equipamiento interior y sistemas de seguridad (como los primeros sistemas de airbag, cinturones de seguridad con pretensores, sistema de antibloqueo de frenos y control de estabilidad). La Clase S se vende en dos tamaños distintos, la normal y la larga, y ofrece motores V6 y V8 para gasolina y gasóleo, y motor V12 solo para gasolina, tiene tracción trasera, aunque desde hace unos años algunas versiones pueden incorporar tracción total, llamada 4Matic.
Tiene una versión cupé, anteriormente conocida como SEC y posteriormente S-Coupé, entre 1996 y 2013 tuvo su propia gama, denominada Clase CL, separada de la Clase S convencional.

Ha sido reconocido como mejor coche del año 2014 por el jurado del Women´s World Car of the Year.

## Literatura
El nombre "Clase S" deriva del alemán "Sonderklasse", que quiere decir "Clase Especial".
Antiguamente, Mercedes para designar sus coches utilizaba tres números que indicaban la cilindrada del motor y una letra (o varias) que se colocaba detrás e indicaba alguna característica del motor, por ejemplo, 500 SEL denota que posee un motor de 5.0 litros siendo un sedán de la Clase S cuyo motor es de inyección de combustible (Einspritzung, inyección en alemán) y batalla larga.
La "S" y la "L" de "SEL" no corresponden con el "SL" (Sport Leicht, deportivo ligero en alemán); el 300 SL Roadster ni pertenece a la Clase S ni es versión larga. Se solía añadir la letra "C" si era una versión cupé ("SEC").
A partir de 1993, la nomenclatura tradicional (números y letras) fue invertida, una letra principal identifica la línea (por ejemplo C, CLS, E, S) y al final se colocan los tres dígitos que identifican la cilindrada. A partir de entonces, el modelo con batalla larga (antes "SEL") y el modelo de tamaño normal (antes "SE") fueron ambos nombrados con el prefijo "S" sin importar el tamaño. Por ejemplo, ambos 500 SE y 500 SEL se llaman actualmente S 500. En cuanto a la versión cupé pasó a denominarse "CL" y a ser tener su propia gama de coches siendo el exterior e interior completamente distintos del Clase S.
La versión larga suele ser entre 10 y 15 centímetros más larga, según la generación.

## "Ponton" (1954)
En marzo de 1954 debuta el modelo 220a (W180), basado en el Mercedes-Benz W120. Consta un motor gasolina de 6 cilindros en línea de 2.2 litros (2195 cc), una potencia de 84 CV (63 kW) y 157 Nm de par motor. Tiene tracción trasera y cambio manual de 4 velocidades. Con una velocidad máxima de 150 km/h.
A partir de marzo de 1956, se lanzó el 220S con 2.2 litros, 100 CV (74 kW) y 162 Nm. Más tarde, en agosto de 1957, se lanzó otro motor con 105 CV (78kW) y 171,5 Nm. Podía alcanzar 160km/h. En julio de 1956 una versión descapotable fue lanzada y en octubre de 1956 la versión cupé.
Dispone de un depósito de 64 litros y tiene un consumo de unos 13.5 l/100km.
A partir de 1958 se comercializa el W128, montaba también motores con cabeza de aluminio, árbol de levas e inyección de combustible de la marca Bosch.
El nombre de "Ponton" proviene de la estética del parachoques delantero en forma de pontón. No hay que confundir con el "Ponton" de la serie W120 que era un coche más pequeño y predecesor de la actual Clase E.

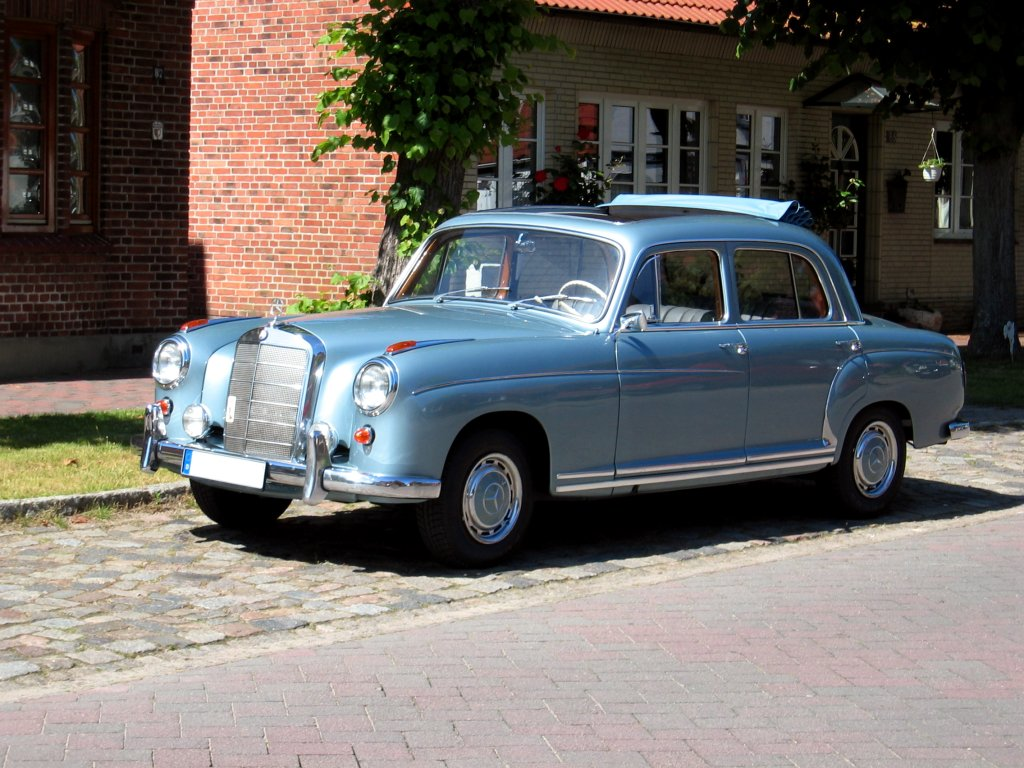
W128 Sedán
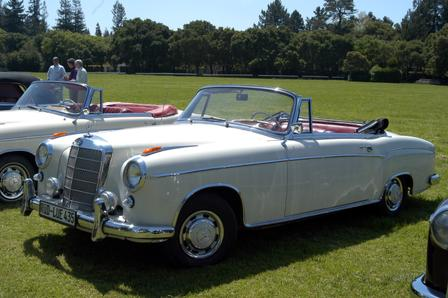
W180 Descapotable
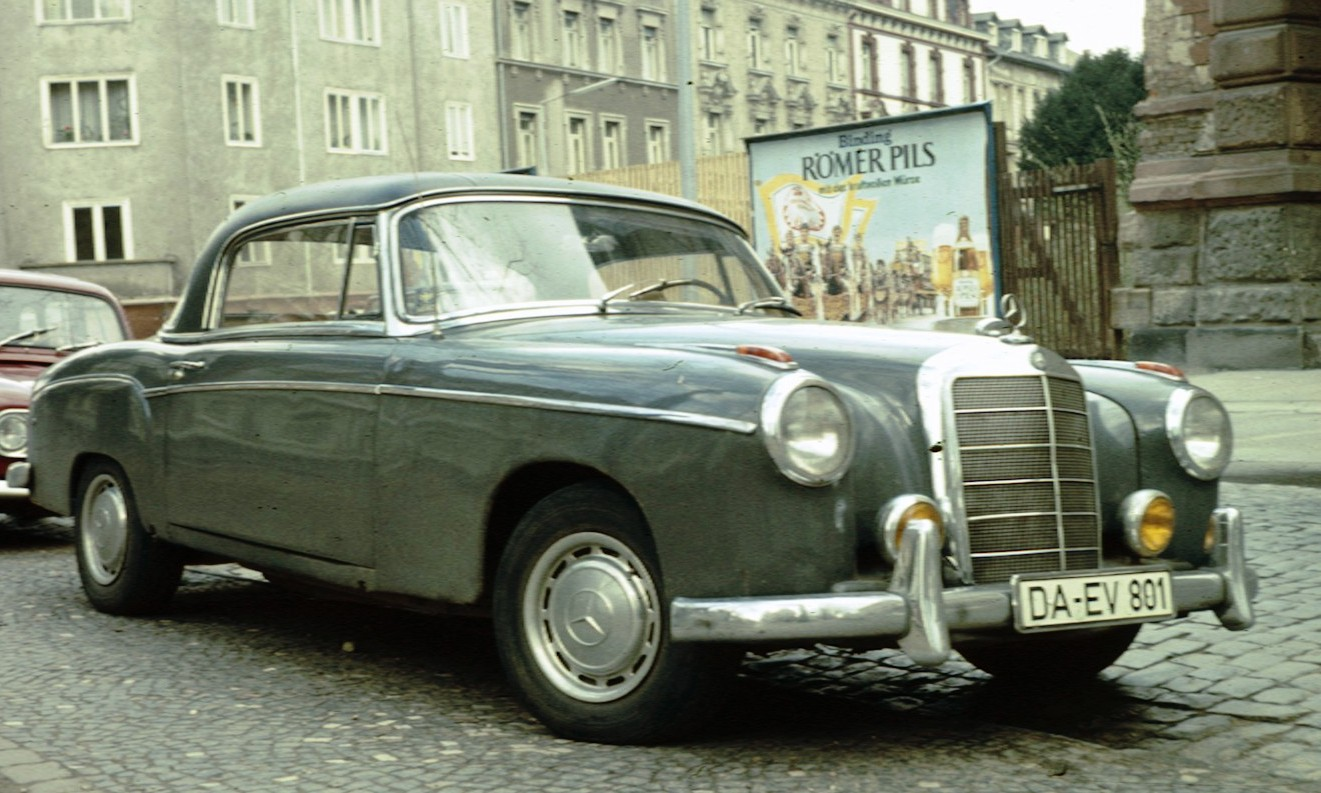
W128 Cupé
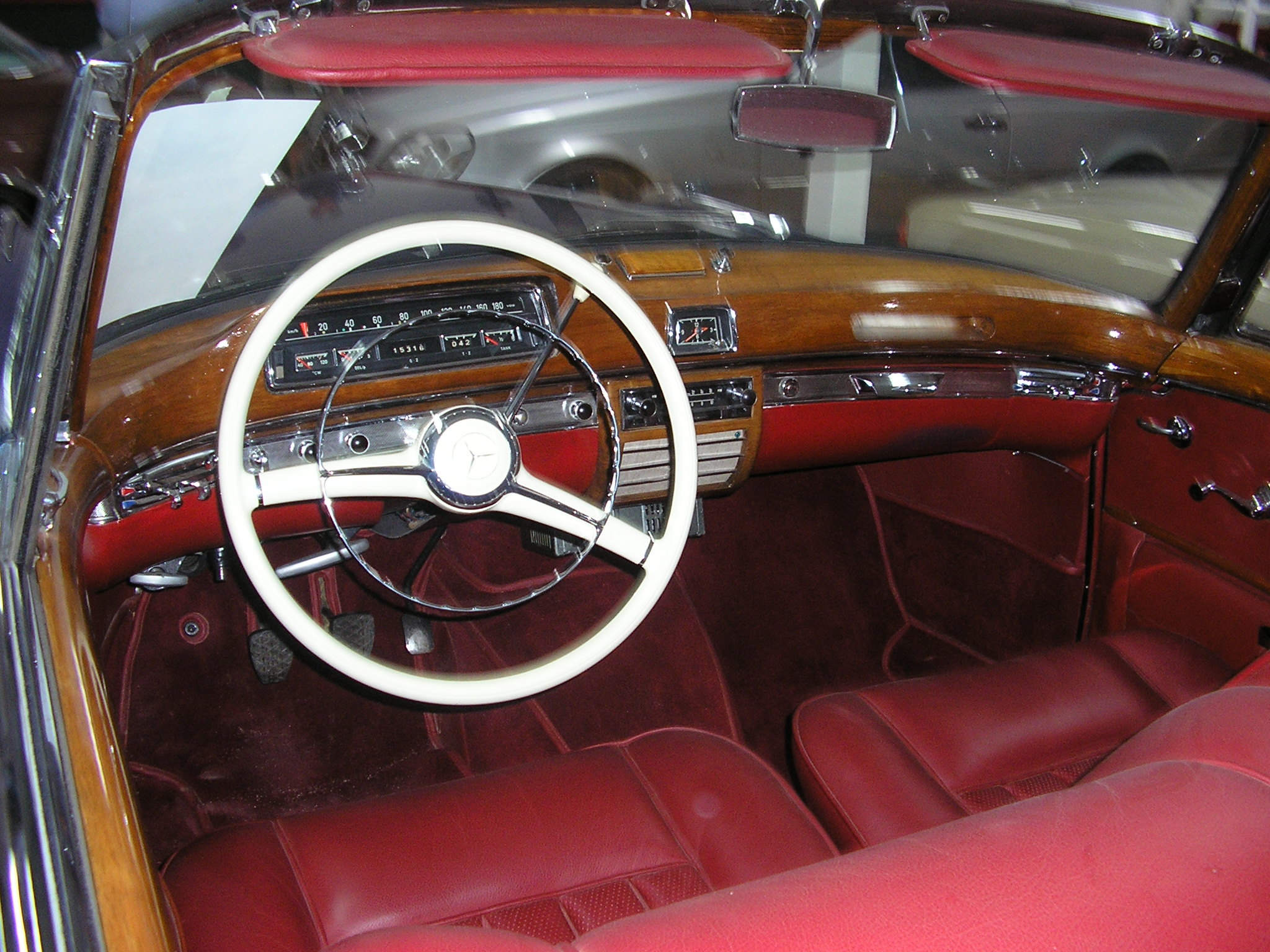
Interior W128

## "Colas" (1959)
La serie W111 "Colas" debutó en agosto de 1959. Se utilizaron nuevos motores de 6 cilindros en línea para los motores M127, M129, M130 y M180. Aunque también se utilizó por primera vez un motor V8 para el modelo cupé y también el descapotable denominado 280 SE 3.5, con motor M116 de 3.5 litros y 200 CV (147 kW).
En 1961, la serie W111 fue mejorada con un motor de 3.0 litros, fue denominado 300SE (W112), fue el primero en incorporar una zona deformable en el morro del coche para reducir la fuerza producida por un impacto frontal, la carrocería fue desarrollada por Béla Barényi. También fue de los primeros coches en utilizar frenos de disco, cambio automático de 4 marchas, servodirección y suspensión neumática.
La serie W111/W112 estaba disponible en versiones sedán, cupé y descapotable.
Su característico nombre se refiere a las "aletas" de la parte trasera del vehículo (en alemán "Heckflosse", aleta trasera) que se parecían mucho a las largas "aletas" traseras que tenían los coches de lujo americanos de la época fabricados por Cadillac y Buick. No hay que confundirla con el "Colas" de la serie W110, predecesor de la actual Clase E.

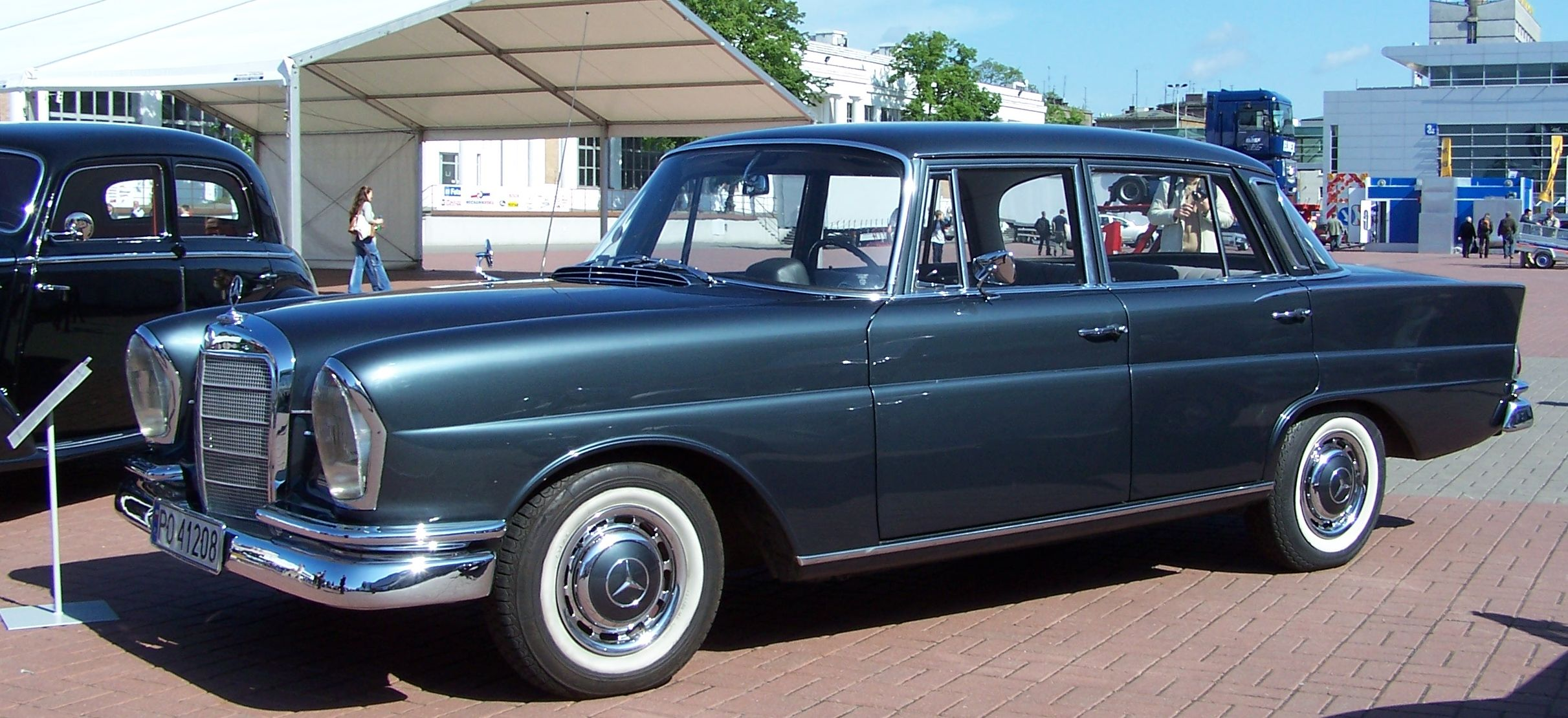
Lateral del W111
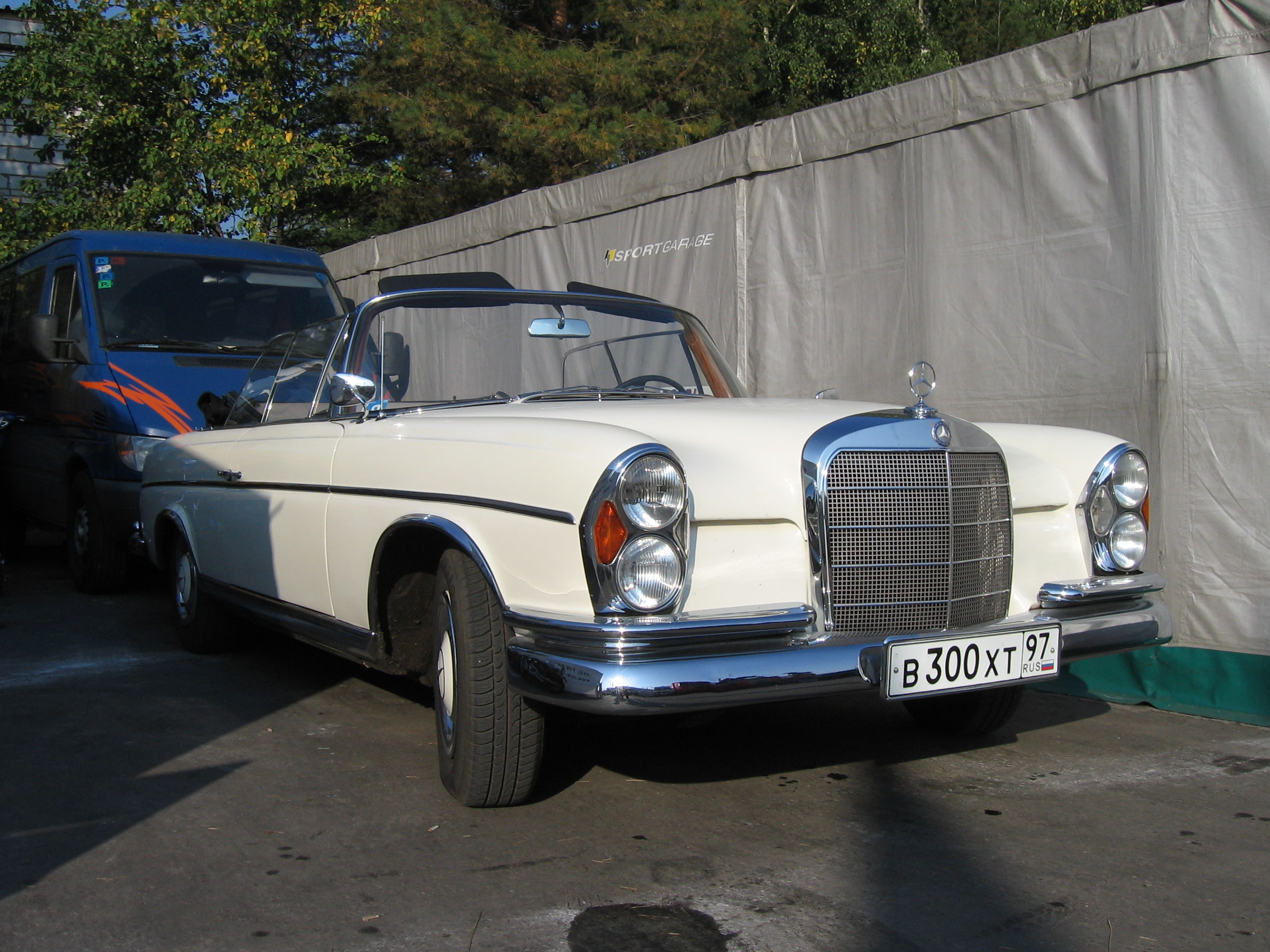
W111 Descapotable

## W108 (1965)
Las series W108 y W109 fueron lanzadas en 1965, el encargado del diseño fue Paul Bracq, la parte frontal es muy similar a la generación anterior, aunque se eliminaron las "aletas" de la parte trasera.
Los primeros modelos a la venta disponían de motores de 6 cilindros en línea de cuatro tiempos y posición delantera. Con cambio de 4 velocidades tanto manual como automático, tracción trasera, dirección manual o servoasistida.
Empezaron con tres motorizaciones 250 S, 250 SE y 300 SE con potencias de 130 a 170 CV y un par motor de entre 194 hasta 250 Nm. En 1967, aparecieron los modelos 280 S y 280 SE con motores de 2.8 litros, 140 y 160 CV y un par de 223 y 240 Nm, respectivamente. Al año siguiente salió el 280 SEL, una versión larga del 208 SE, con sus mismas características.
De forma paralela al W108 se comercializó la versión larga (SEL), el W109. El primero fue el 300 SEL con un motor de 3.0 litros, 170 CV (125 kW) y 250 Nm. En 1967 el motor fue sustituido por uno más pequeño, un 2.8 litros, esto afectó ligeramente al par, que bajó a 240 Nm, aunque seguía teniendo 170 Cv.
En 1968 apareció el 300 SEL 6.3, utilizaba el mismo motor que el W100, el denominado Mercedes-Benz 600. Es un motor de 8 cilindros en V y posición delantera, de 6.3 litros, 250 CV (184 kW) y 500 Nm. Solo estaba disponible con caja de cambios automática de cuatro velocidades. Se afirmaba que tenía una aceleración de 0 a 100 km/h en 6.3 segundos. Fue considerado por muchos como uno de los mejores coches de representación, título que ostentó durante muchos años.
Hacia 1970, la ausencia de motores V8 en la gama media se tomó como una carencia, se llenó ese vacío con motores V8 de 3.5 litros. Al año siguiente, se lanzó un V8 de 4.5 litros solo en el mercado americano. A estas alturas el desarrollo del Mercedes-Benz W116 estaba bastante avanzado, con lo que se siguió con la denominación 280 y 300 para el W108 y el W109, se guardó el nombre 350 SE para el próximo modelo.
No se fabricaron versiones cupé y cabriolet (descapotable) basadas en el W108/W109, sino que se mantuvo ambas versiones de la generación anterior, el W111 y el W112, adaptando la carrocería y utilizando los nuevos motores disponibles.

#### Mejoras
Los W108 y W109 incorporaban muchos de los principios básicos de ingeniería de los modelos anteriores, pero tenían suficientes mejoras para ser de los coches mejor equipados de la época. Entre el equipamiento disponible podíamos encontrar salpicadero con madera de nogal, transmisión automática, elevalunas eléctrico y techo corredizo, entre otros.
El 300 SEL 4.5 disponía de un motor de gasolina (Mercedes-Benz M117) muy sofisticado que también se utilizó en modelos posteriores de la Clase S (W116 y W126) y en los deportivos SL (R107) y SLC (C107).

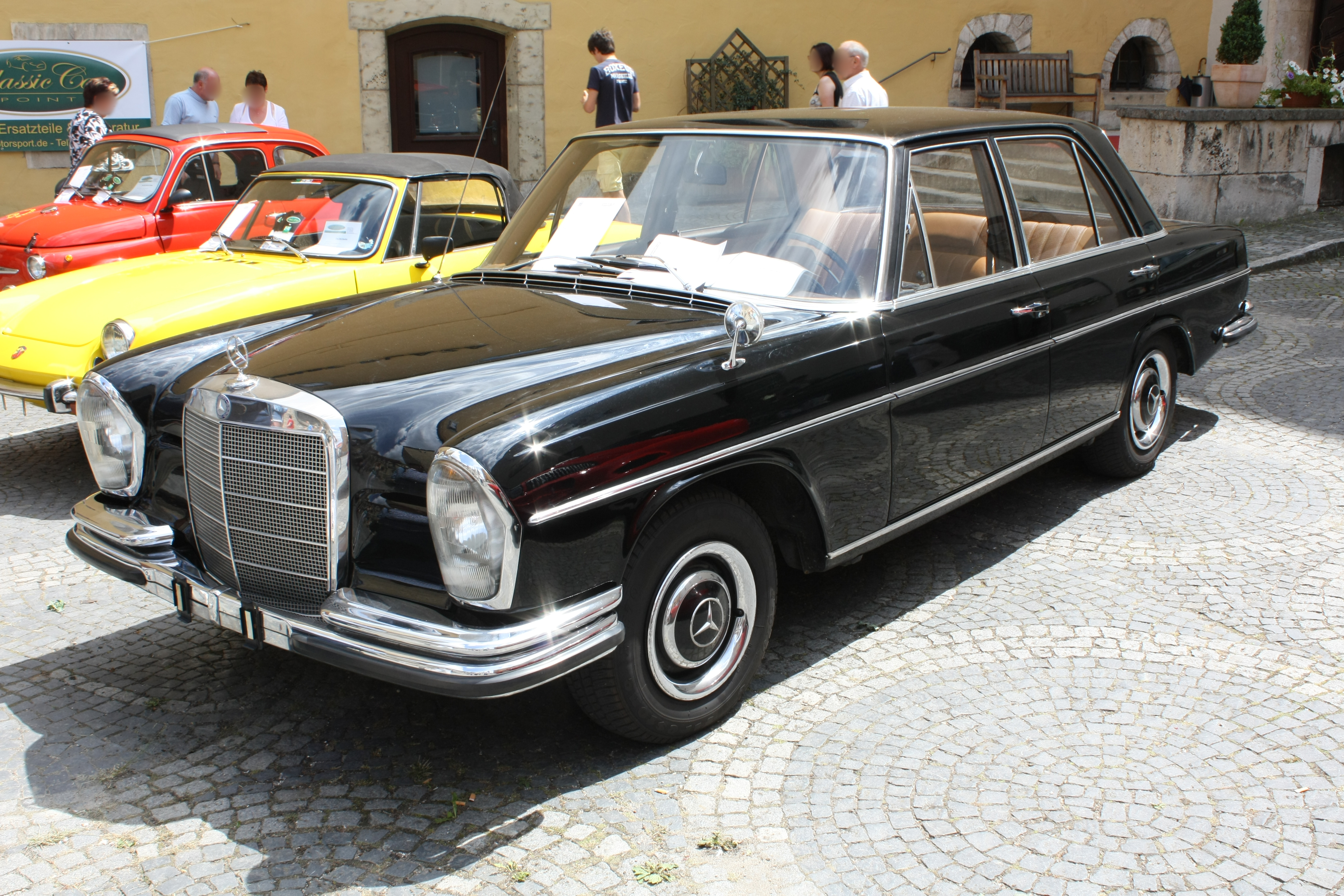
Parte delantera de un 250SE Automático
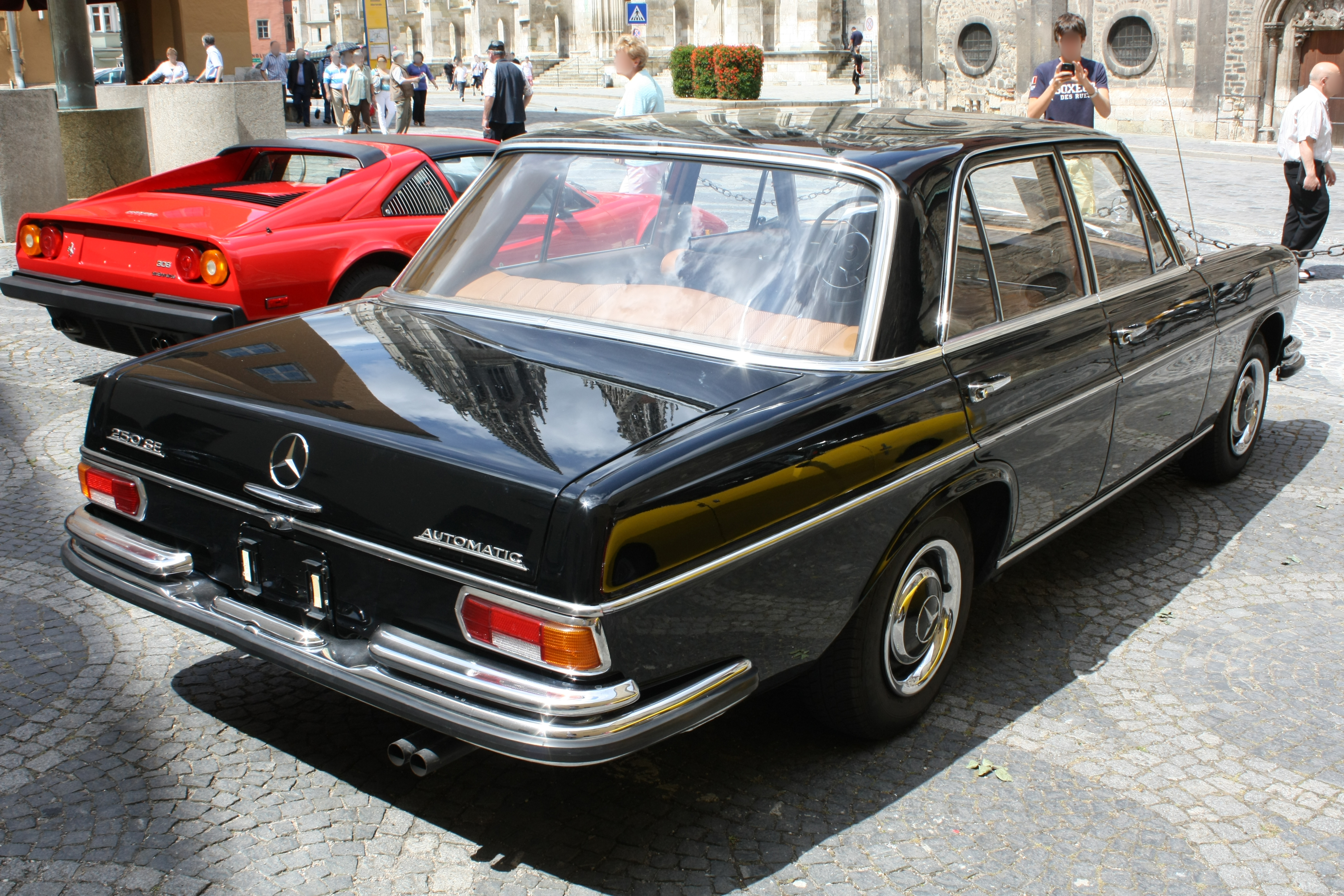
Parte trasera de un 250 SE Automático
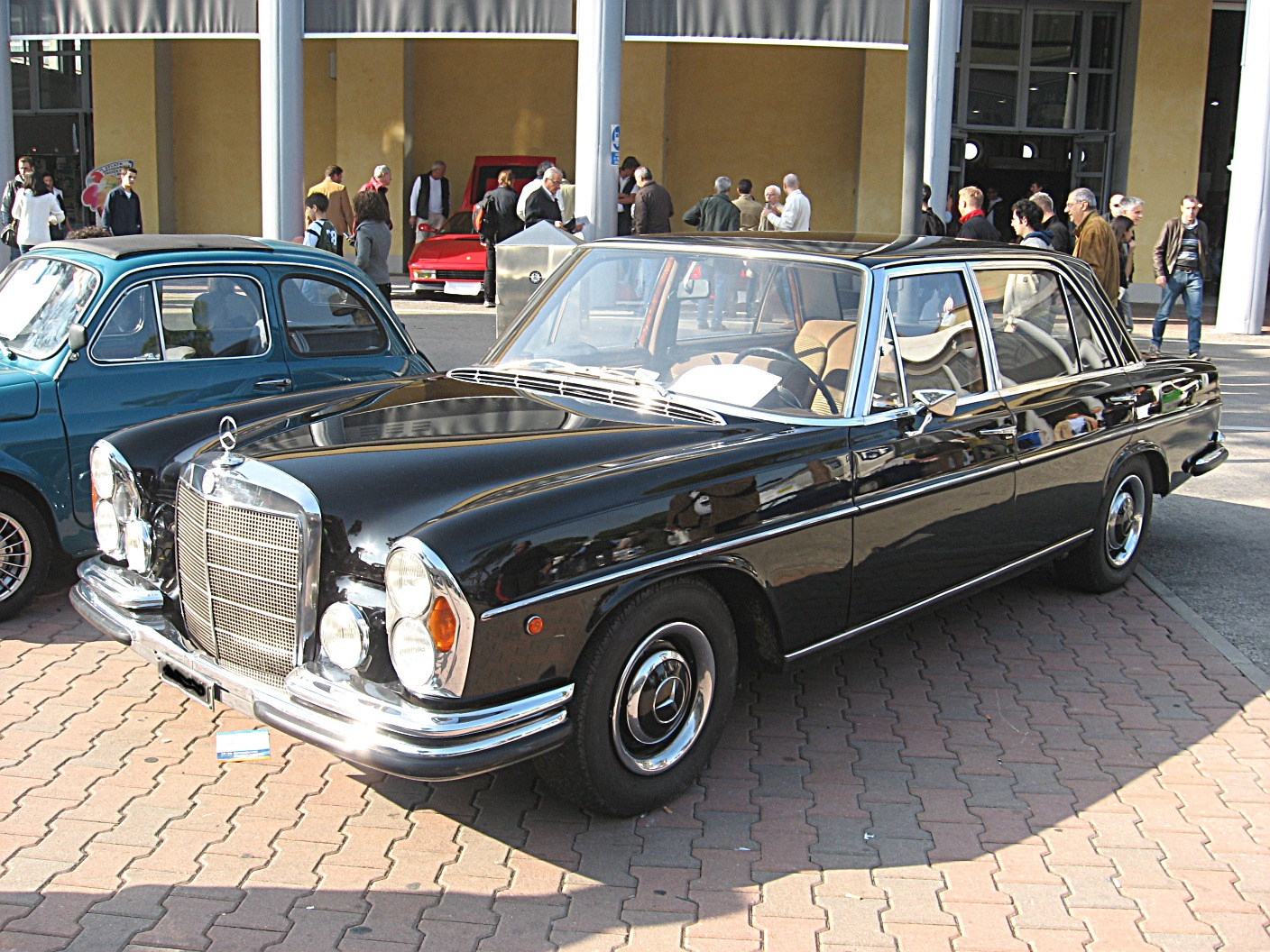
Parte delantera de un 300 SEL
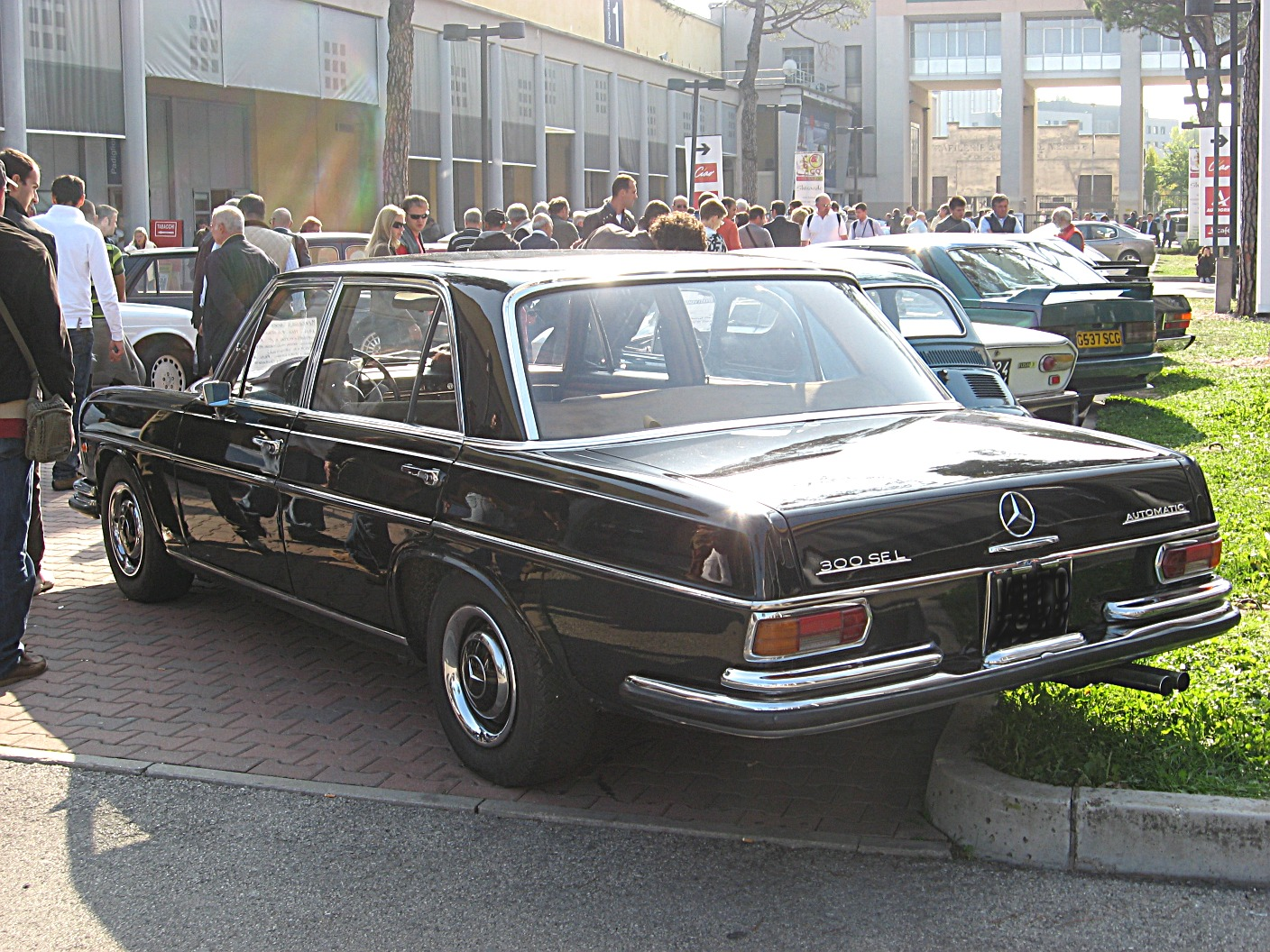
Parte trasera de un 300 SEL Automático
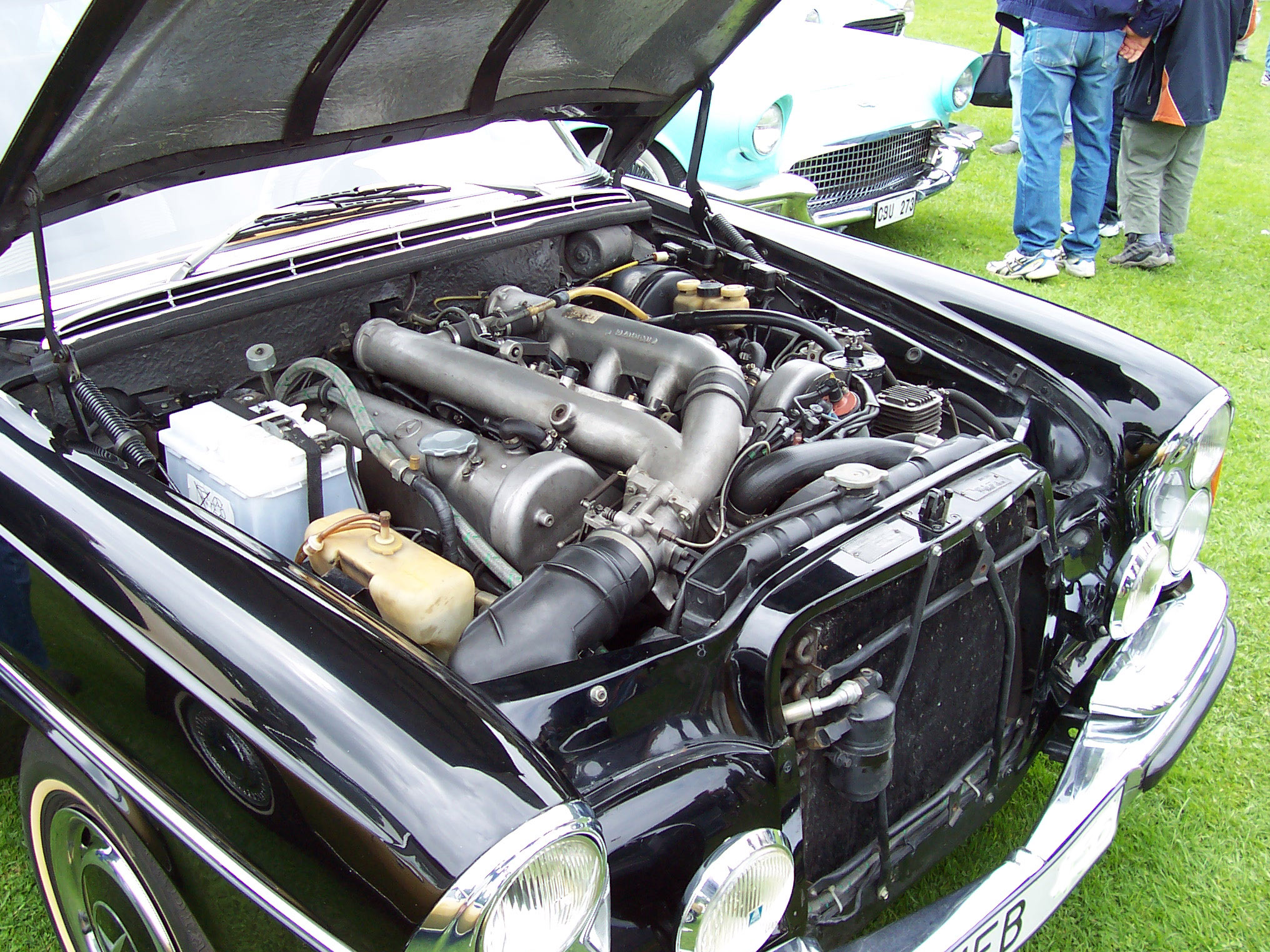
Motor del 300 SEL 6.3
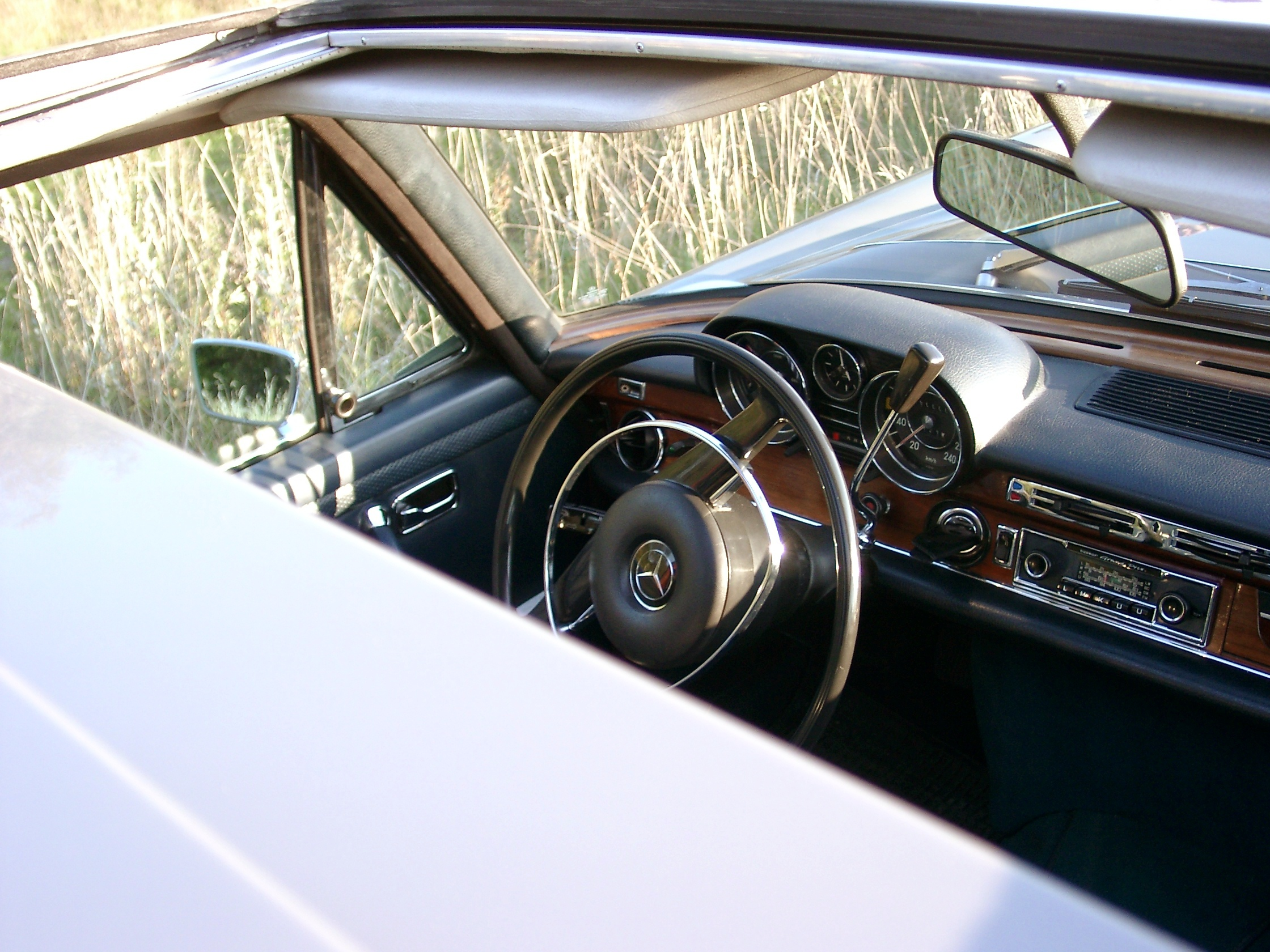
Techo solar

## Primera generación (W116, 1972-1979)
En 1972, sale la nueva generación, la W116, que recibe por primera vez la designación Clase S. La Clase S incorpora muchas novedades en seguridad con interior acolchado, un habitáculo de seguridad más rígido, depósito de combustible protegido contra colisiones, y volante de seguridad entre otras medidas. El W116 introdujo la suspensión independiente en las cuatro ruedas y discos de freno.
Se mejoraron los sistemas de seguridad pasiva, fue uno de los primeros vehículos en incorporar el sistema ABS o motores turbodiésel.
El desarrollo de esta nueva generación empezó en 1966, solo un año tras el lanzamiento del modelo anterior. Fue prueba de numerosos estudios antes de considerarse apto para ser lanzado al mercado. Con el W116 se introdujo un diseño totalmente nuevo, este nuevo diseño fue un gran salto hacia adelante con líneas más elegantes y un toque más deportivo. Este diseño se utilizó también en dos generaciones de la Clase E de 1976 hasta 1995, el Mercedes-Benz 190 (W201) y el Clase C de 1993 hasta el año 2000. Este diseño se basa en el Mercedes Clase SL (R107) que se lanzó en 1971, especialmente las luces frontales y traseras.
El W116 más notable fue la serie limitada 450 SEL 6.9, el cual fue el primer coche de producción en incorporar un sistema ABS electrónico para las cuatro ruedas como opción a partir de 1978. También disponía de un sistema de suspensión hidroneumático autonivelable.
El 300 SD fue el primer turismo fabricado en serie en utilizar un motor turbodiésel. Presentado en 1977, inicialmente se vendió sólo en Estados Unidos y Canadá. Poseía un motor de 3.0 L y 5 cilindros basado en el del 240 D, también de tres litros, tipo OM 617; originalmente desarrollaba 80 CV, pero montado en esta versión alcanzaba los 115 CV, una cifra considerable para una berlina de la época, pese a lo cual no sobrepasaba los 165 km/h de velocidad máxima, ya que le lastraba un elevado peso de alrededor de 1800 kg. A partir de este motor, un año más tarde se presentó el vehículo experimental Mercedes-Benz C111 III, que elevaba la potencia a nada menos que 230 CV a 4500 rpm.
El 450 SE fue galardonado como el coche europeo del año en 1974. En 1975, el W116 fue mejorado con un nuevo sistema de inyección de combustible para cumplir con las nuevas normas sobre emisiones del mercado europeo.
El W116 se vendió en Europa, América, Asia, Oriente Medio, África y Australia. Se produjeron 473.035 unidades. El más pequeño de la gama, el 280 S se vendía por unos $15.000 y el más caro, el 450 SEL 6.9, unos $40.000, ambos sin tomar en cuenta la inflación actual.

#### Motorizaciones
Con el W116, los motores V8 de los modelos 350/450 SE/SEL serán a partir de ahora opciones más normales y no solo disponible en el modelo más caro. Debido a la crisis del petróleo, la eficiencia era una de la mayores inquietudes de los ingenieros, aun así el motor V8 del 450 SEL 6.9 presumía de ser el motor más grande instalado en un Mercedes hasta la fecha.
| Periodo                        | 1972-1976                                                                 | 1976-1980                                                                 | 1972-1976                                                                 | 1976-1978                                                                 | 1978-1980                                                                 | 1972-1976                                         | 1976-1978                                         | 1978-1980                                         | 1972-1975                 | 1975-1978                 | 1978-1980                 | 1975-1980                 |
| Identificación del motor       | M 110 V 28                                                                | M 110 V 28                                                                | M 110 E 28                                                                | M 110 E 28                                                                | M 110 E 28                                                                | M 116 E 35                                        | M 116 E 35                                        | M 116 E 35                                        | M 117 E 45                | M 117 E 45                | M 117 E 45                | M 100 E 69                |
| Tipo de motor                  | L6 12v, carburación                                                       | L6 12v, carburación                                                       | L6 12v                                                                    | L6 12v                                                                    | L6 12v                                                                    | V8 16v                                            | V8 16v                                            | V8 16v                                            | V8 16v                    | V8 16v                    | V8 16v                    | V8 16v                    |
| Diámetro x carrera             | 86.0 mm × 78.8 mm                                                         | 86.0 mm × 78.8 mm                                                         | 86.0 mm × 78.8 mm                                                         | 86.0 mm × 78.8 mm                                                         | 86.0 mm × 78.8 mm                                                         | 92.0 mm × 65.8 mm                                 | 92.0 mm × 65.8 mm                                 | 92.0 mm × 65.8 mm                                 | 92.0 mm × 85.0 mm         | 92.0 mm × 85.0 mm         | 92.0 mm × 85.0 mm         | 107.0 mm × 95.0 mm        |
| Cilindrada                     | 2746 cm³                                                                  | 2746 cm³                                                                  | 2746 cm³                                                                  | 2746 cm³                                                                  | 2746 cm³                                                                  | 3499 cm³                                          | 3499 cm³                                          | 3499 cm³                                          | 4520 cm³                  | 4520 cm³                  | 4520 cm³                  | 6834 cm³                  |
| Relación de compresión         | 9.0: 1                                                                    | 8.7: 1                                                                    | 9.0: 1                                                                    | 8.7: 1                                                                    | 9.0: 1                                                                    | 9.5: 1                                            | 9.5: 1                                            | 9.0: 1                                            | 8.8: 1                    | 8.8: 1                    | 8.8: 1                    | 8.8: 1                    |
| Potencia máxima: CV (kW) @ rpm | 160 CV (118 kW) @ 5500                                                    | 156 CV (115 kW) @ 5500                                                    | 185 CV (136 kW) @ 6000                                                    | 177 CV (130 kW) @ 6000                                                    | 185 CV (136 kW) @ 5800                                                    | 200 CV (147 kW) @ 5800                            | 195 CV (143 kW) @ 5500                            | 205 CV (151 kW) @ 5750                            | 225 CV (165 kW) @ 5000    | 217 CV (160 kW) @ 5000    | 225 CV (165 kW) @ 5000    | 286 CV (210 kW) @ 4250    |
| Par máximo: Nm @ rpm           | 225 Nm @ 4000                                                             | 222 Nm @ 4000                                                             | 238 Nm @ 4500                                                             | 233 Nm @ 4500                                                             | 240 Nm @ 4500                                                             | 286 Nm @ 4000                                     | 274 Nm @ 4000                                     | 284 Nm @ 4000                                     | 377 Nm @ 3000             | 360 Nm @ 3250             | 367 Nm @ 3250             | 549 Nm @ 3000             |
| Tracción                       | Trasera                                                                   | Trasera                                                                   | Trasera                                                                   | Trasera                                                                   | Trasera                                                                   | Trasera                                           | Trasera                                           | Trasera                                           | Trasera                   | Trasera                   | Trasera                   | Trasera                   |
| Transmisión                    | Manual, 4 velocidades / Manual, 5 velocidades / Automática, 4 velocidades | Manual, 4 velocidades / Manual, 5 velocidades / Automática, 4 velocidades | Manual, 4 velocidades / Manual, 5 velocidades / Automática, 4 velocidades | Manual, 4 velocidades / Manual, 5 velocidades / Automática, 4 velocidades | Manual, 4 velocidades / Manual, 5 velocidades / Automática, 4 velocidades | Manual, 4 velocidades / Automática, 3 velocidades | Manual, 4 velocidades / Automática, 3 velocidades | Manual, 4 velocidades / Automática, 3 velocidades | Automática, 3 velocidades | Automática, 3 velocidades | Automática, 3 velocidades | Automática, 3 velocidades |
| Peso                           | 1610 kg                                                                   | 1610 kg                                                                   | 1610 kg                                                                   | 1610 kg                                                                   | 1610 kg                                                                   | 1675 kg                                           | 1675 kg                                           | 1675 kg                                           | 1730 kg                   | 1730 kg                   | 1730 kg                   | 1935 kg                   |
| Aceleración 0–100 km/h         | 11.5 s                                                                    | 11.5 s                                                                    | 10.5 s                                                                    | 10.5 s                                                                    | 10.5 s                                                                    | 10.0 s                                            | 10.0 s                                            | 10.0 s                                            | 10.5 s                    | 10.5 s                    | 10.5 s                    | 8.0 s                     |
| Velocidad máxima               | 190 km/h                                                                  | 190 km/h                                                                  | 200 km/h                                                                  | 200 km/h                                                                  | 200 km/h                                                                  | 205 km/h                                          | 205 km/h                                          | 205 km/h                                          | 210 km/h                  | 210 km/h                  | 210 km/h                  | 225 km/h                  |
| Consumo combinado (L/100 km)   | 12.5                                                                      | 12.5                                                                      | 12.5                                                                      | 12.5                                                                      | 12.5                                                                      | 13.0                                              | 13.0                                              | 13.0                                              | 14.5                      | 14.5                      | 14.5                      | 16.0                      |

| Periodo                        | 1978-1979                 | 1979-1980                 |
| Identificación del motor       | OM 617 D 30 A             | OM 617 D 30 A             |
| Tipo de motor                  | L5 10v, turbo             | L5 10v, turbo             |
| Diámetro x carrera             | 91.0 mm × 92.4 mm         | 90.9 mm × 92.4 mm         |
| Cilindrada                     | 3005 cm³                  | 2998 cm³                  |
| Relación de compresión         | 21.5: 1                   | 21.5: 1                   |
| Potencia máxima: CV (kW) @ rpm | 115 CV (85 kW) @ 4200     | 125 CV (92 kW) @ 4350     |
| Par máximo: Nm @ rpm           | 230 Nm @ 2400             | 230 Nm @ 2400             |
| Tracción                       | Trasera                   | Trasera                   |
| Transmisión                    | Automática, 4 velocidades | Automática, 4 velocidades |
| Peso                           | 1765 kg                   | 1765 kg                   |
| Aceleración 0–100 km/h         | 17.0 s                    | 16.2 s                    |
| Velocidad máxima               | 165 km/h                  | 170 km/h                  |
| Consumo combinado (L/100 km)   | 10.6                      | 10.6                      |

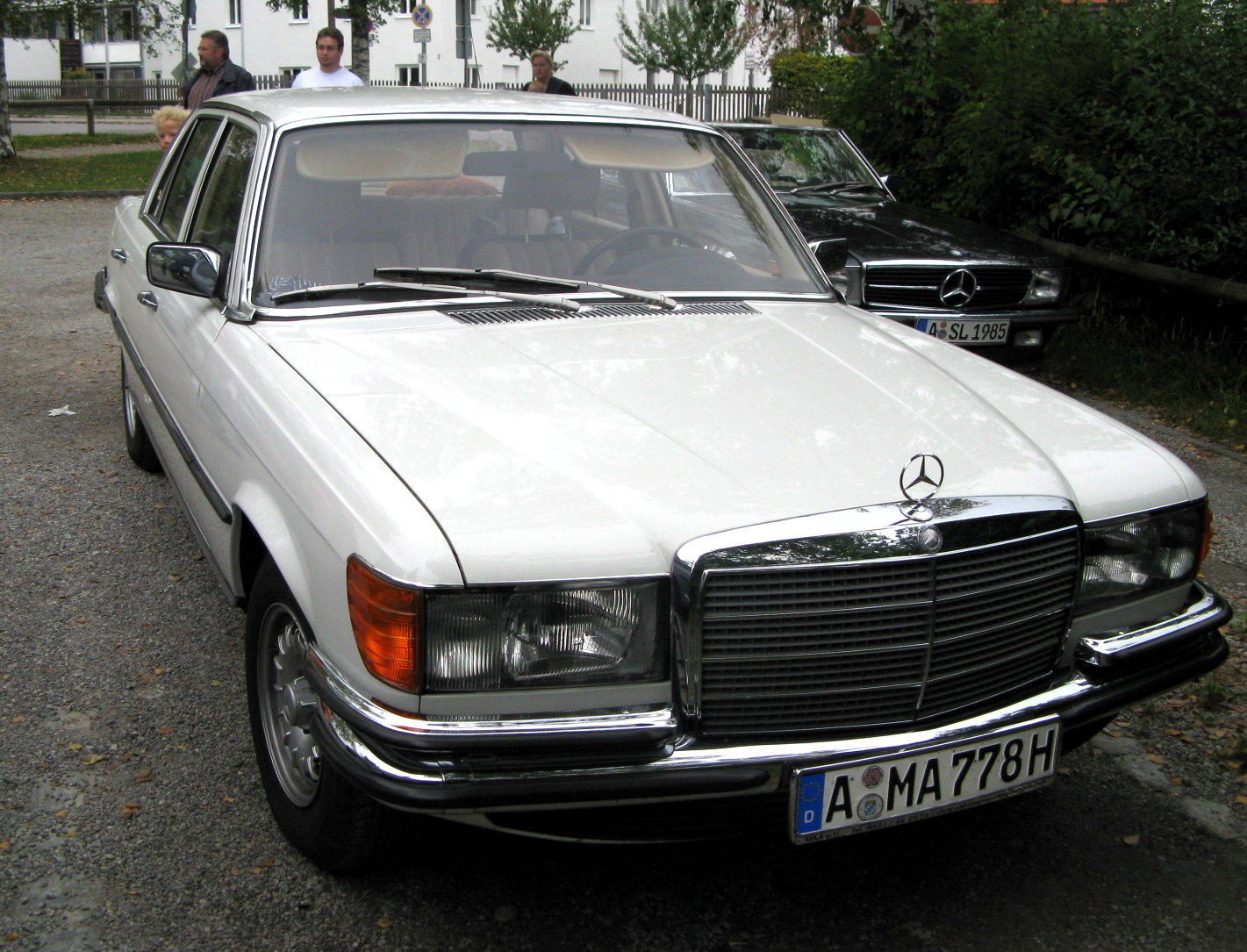
Mercedes W116
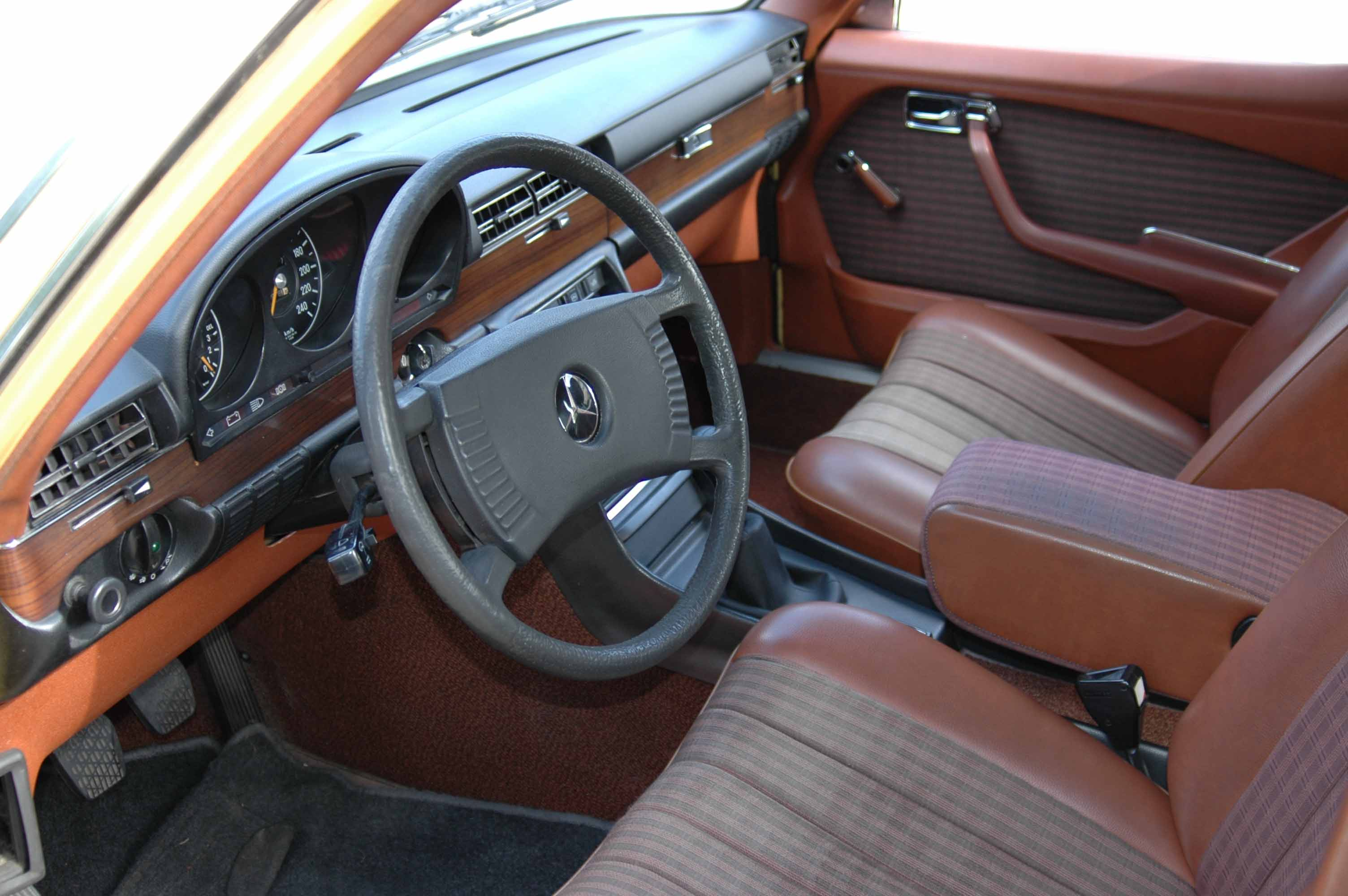
Asientos delanteros
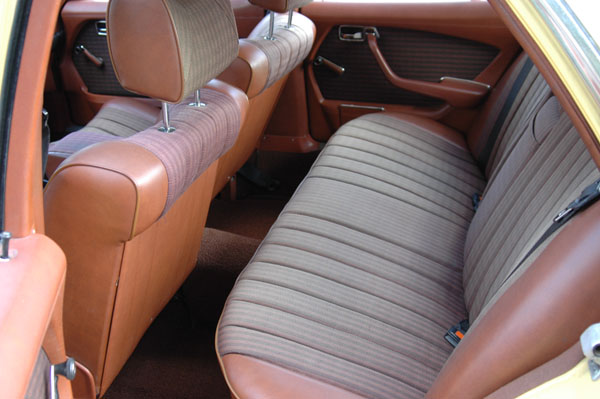
Asientos traseros
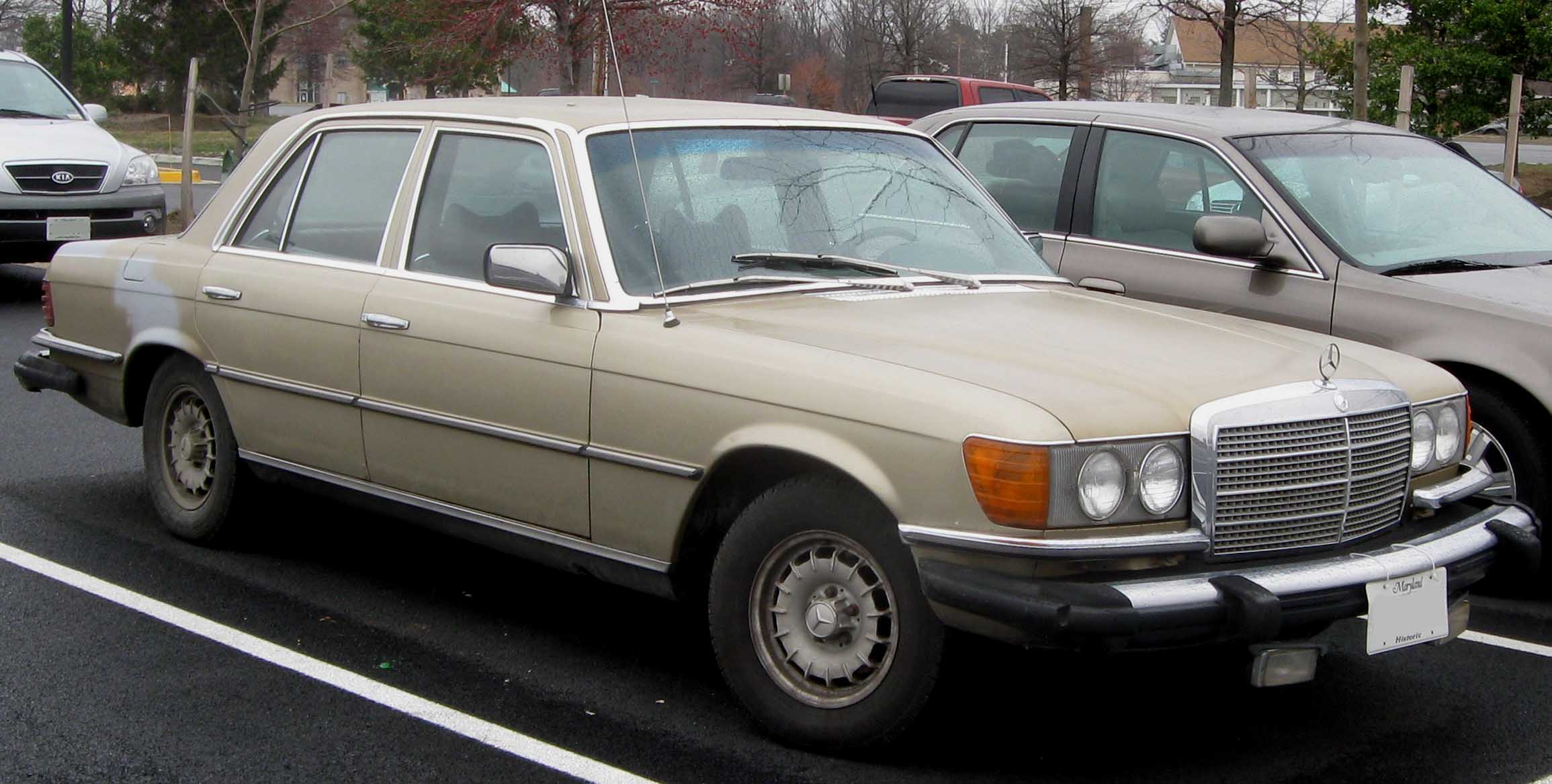
Mercedes-Benz 450 SE
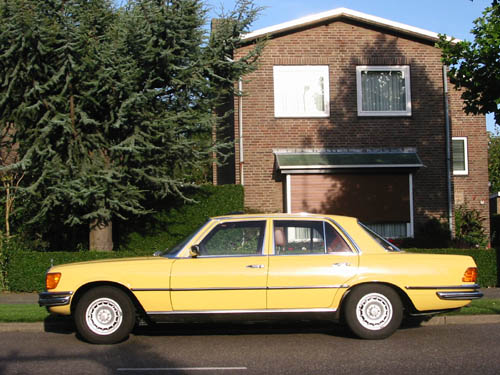
Vista lateral
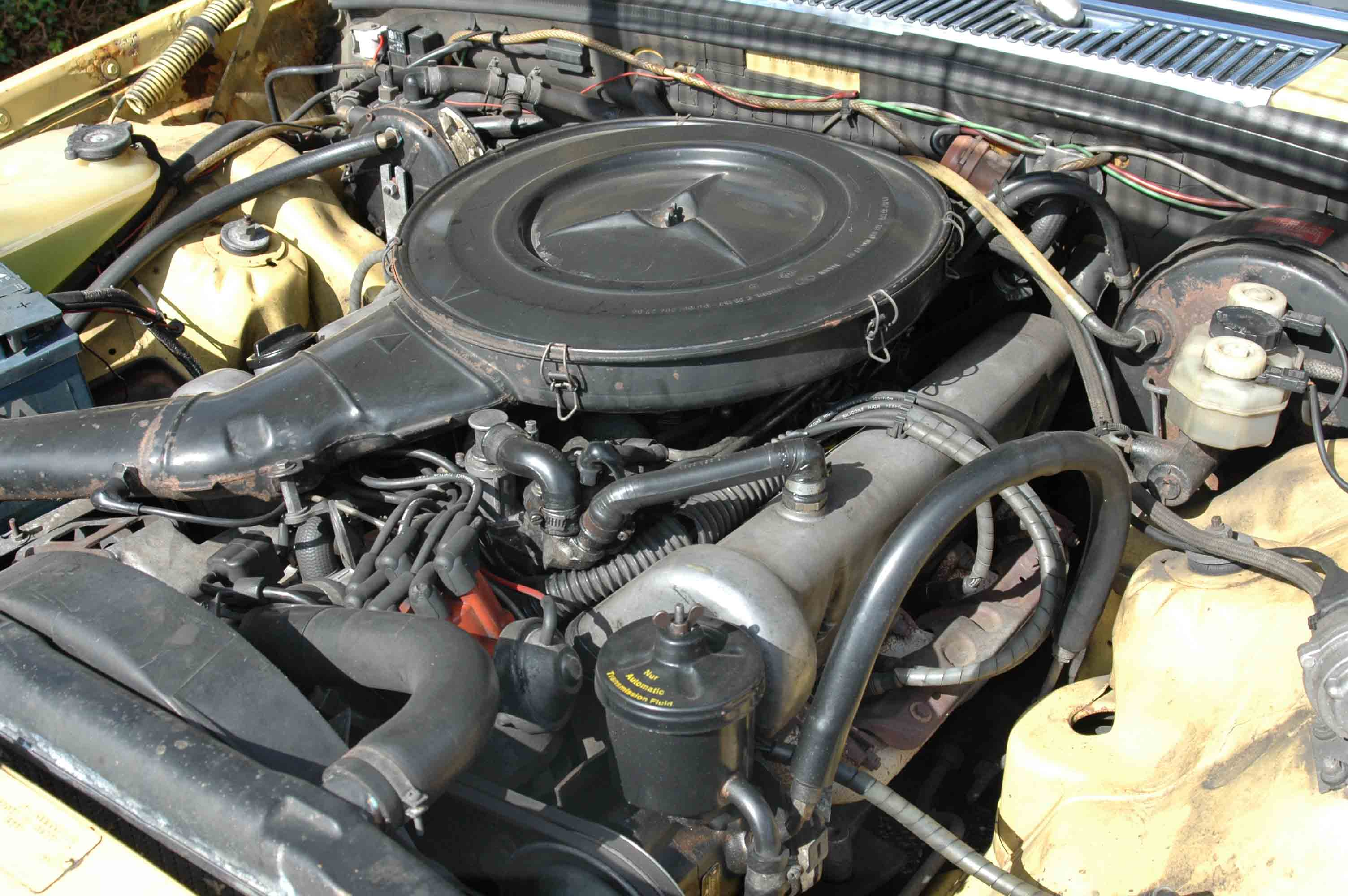
Motor M116 del 350SE

## Segunda generación (W126, 1979-1991)
La serie W126 se lanzó en 1979, reemplazando al W116. Comparado con su predecesor, el W126 era más aerodinámico, seguro, potente y consumía menos combustible. La línea del coche se utilizó en muchos otros Mercedes que fueron lanzados posteriormente. Se introdujo un modelo cupé basado en el propio coche con los 380SEC y 500SEC. Tuvo unas cifras de ventas muy buenas alcanzado 818.063 unidades para la versión sedán y 74.060 unidades para el cupé.
El W126 fue también el primer coche de lujo en ganar el premio de Mejor Coche del Año en 1981, este galardón le fue otorgado por la revista australiana Wheels Magazine. Se produjo entre 1979 y 1991, es decir, durante 12 años siendo el Clase S más longevo hasta la fecha, esto fue también posible gracias a un lavado de cara y mejoras en los motores que se realizó en 1986, anteriormente no se realizaba esta práctica en el Clase S.
En 1981, entre las mejoras en seguridad se introdujo el airbag, patentado por Mercedes en 1971, así como cinturones con pretensores y control de tracción. Unos airbags laterales para los pasajeros fueron añadidos en 1986. En el interior se incluyeron luces de cortesía y de lectura, junto a asientos calefactados y un sistema más avanzado para el control del climatizador.
En términos de diseño, el objetivo del equipo de desarrollo liderado por Bruno Sacco era producir un vehículo más elegante y aerodinámico que el anterior. La utilización de materiales y aleaciones más ligeras combinados con pruebas en un túnel de viento para reducir la resistencia del aire sobre la carrocería redujo el consumo en un 10% comparado con su predecesor. Se utilizó aluminio para aligerar el bloque del motor. La velocidad máxima también se aumentó hasta los 250 km/h en el modelo más potente.
Su robusta estructura contempló al extremo, en términos de seguridad pasiva y desde el inicio del diseño, el concepto de deformación progresiva y obtuvo resultados excelentes en los crash test a los que era sometido habitualmente, obteniendo como resultado el vehículo más seguro del mundo, al sumar esta característica a los demás sistemas activos y pasivos de seguridad.

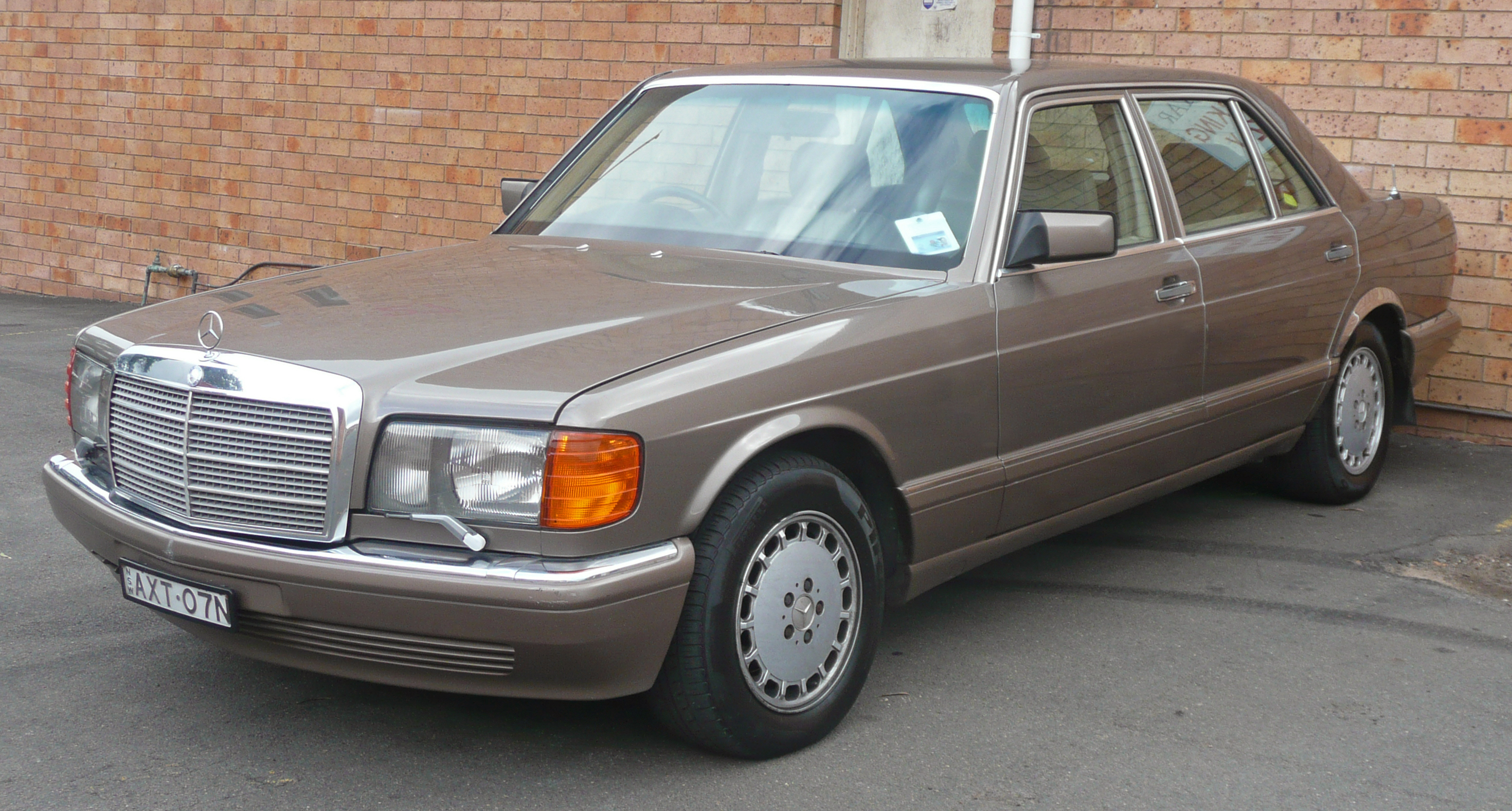
Mercedes 300 SEL
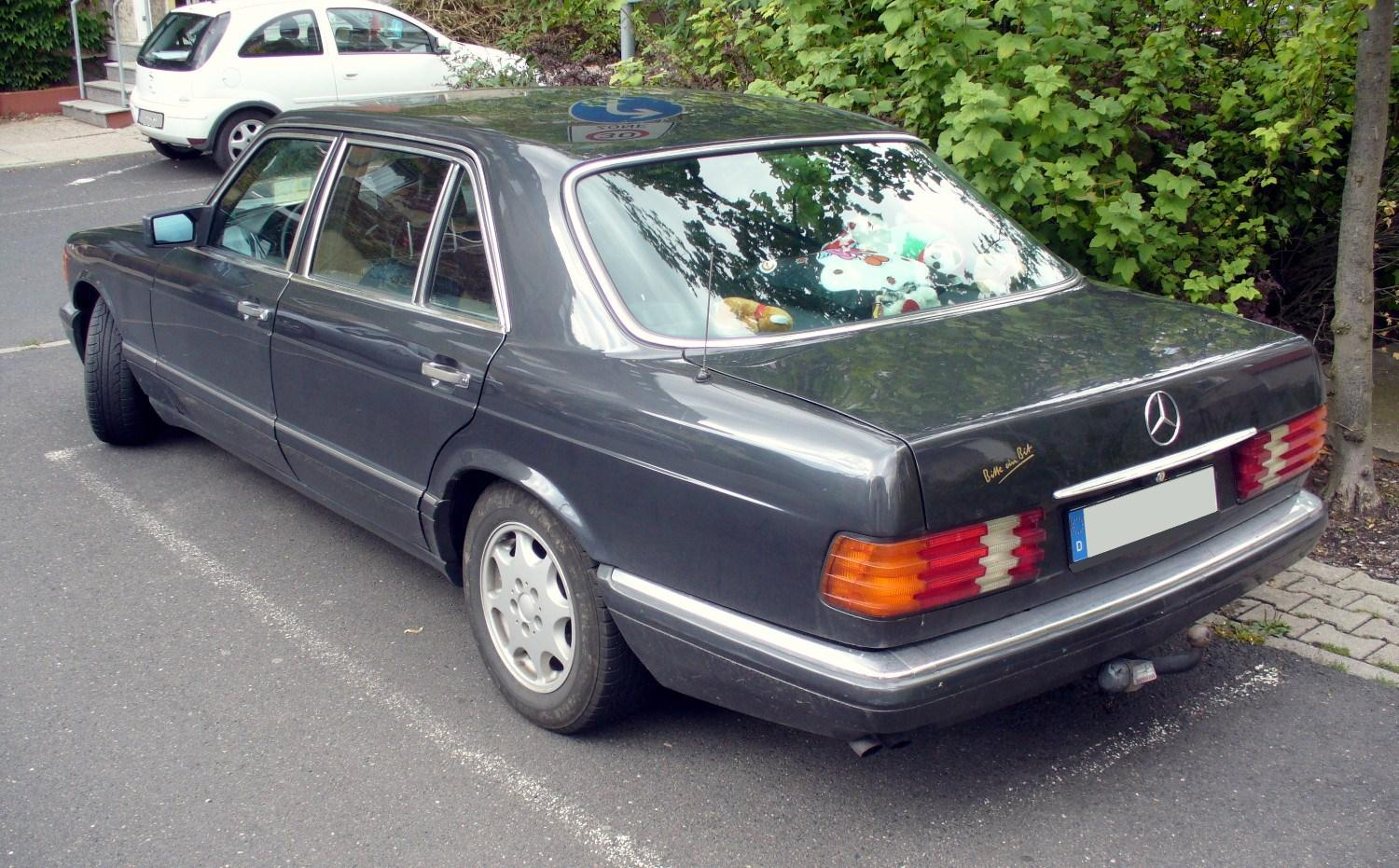
Parte trasera
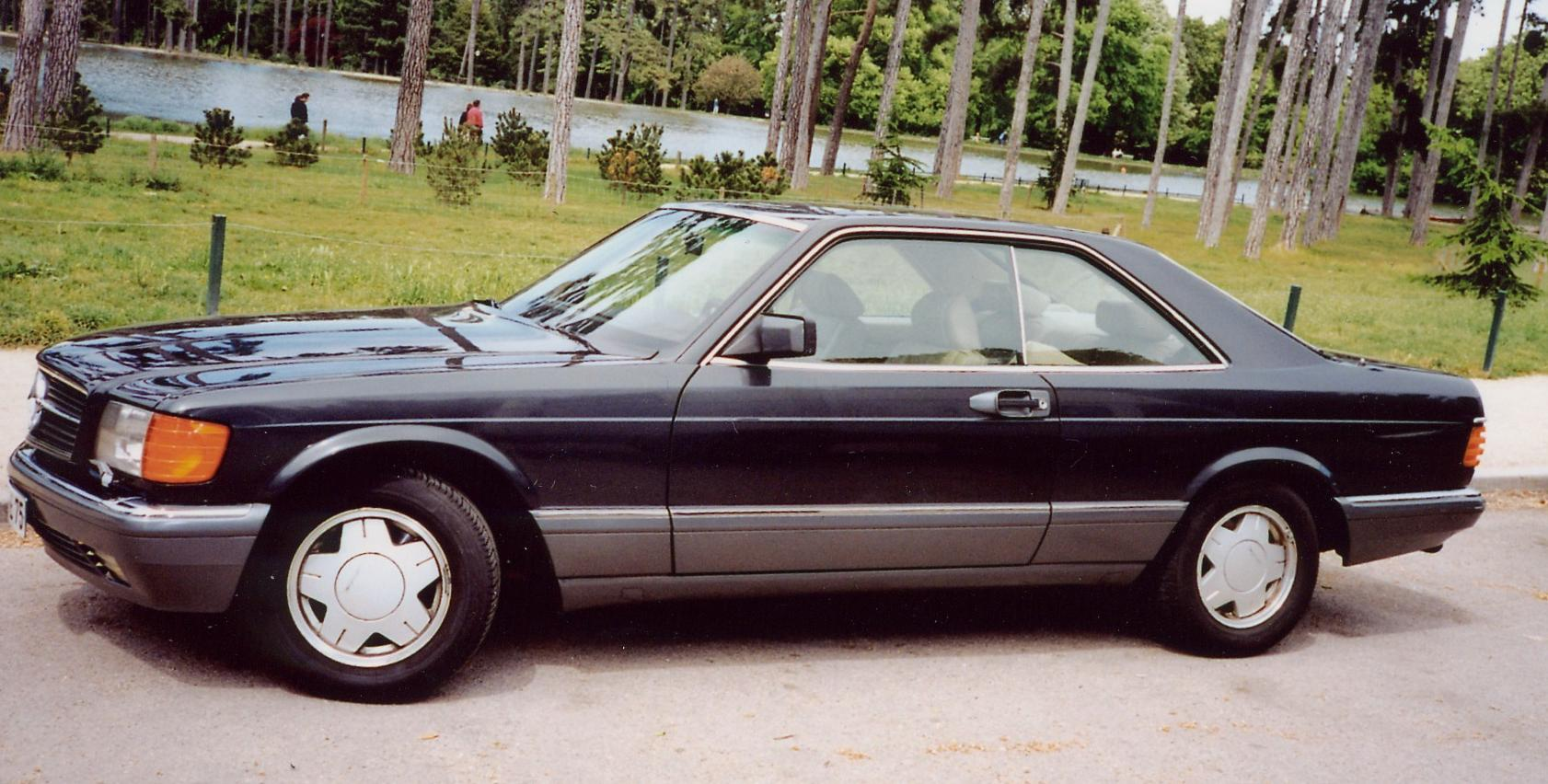
Versión Cupé
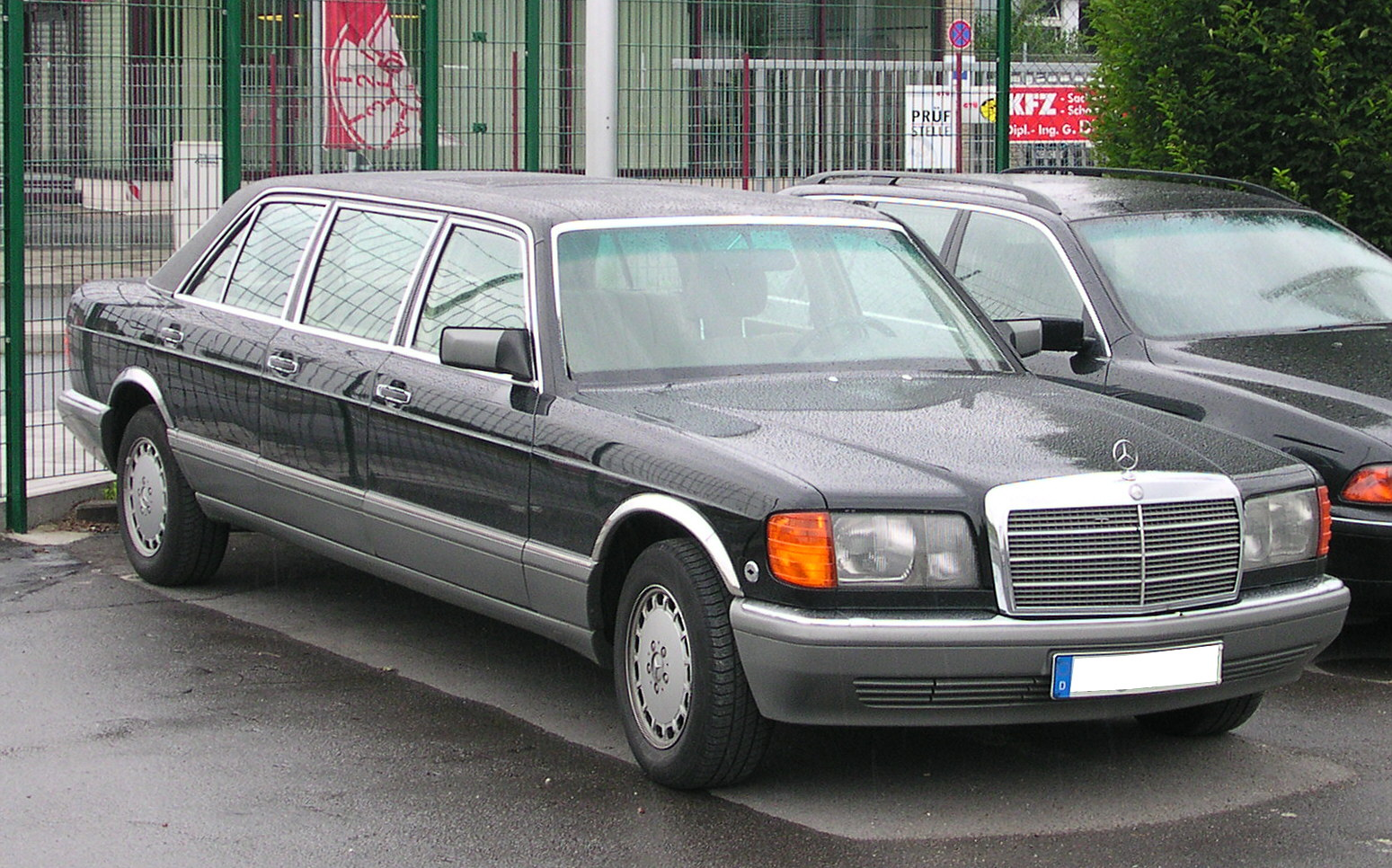
Versión Limusina
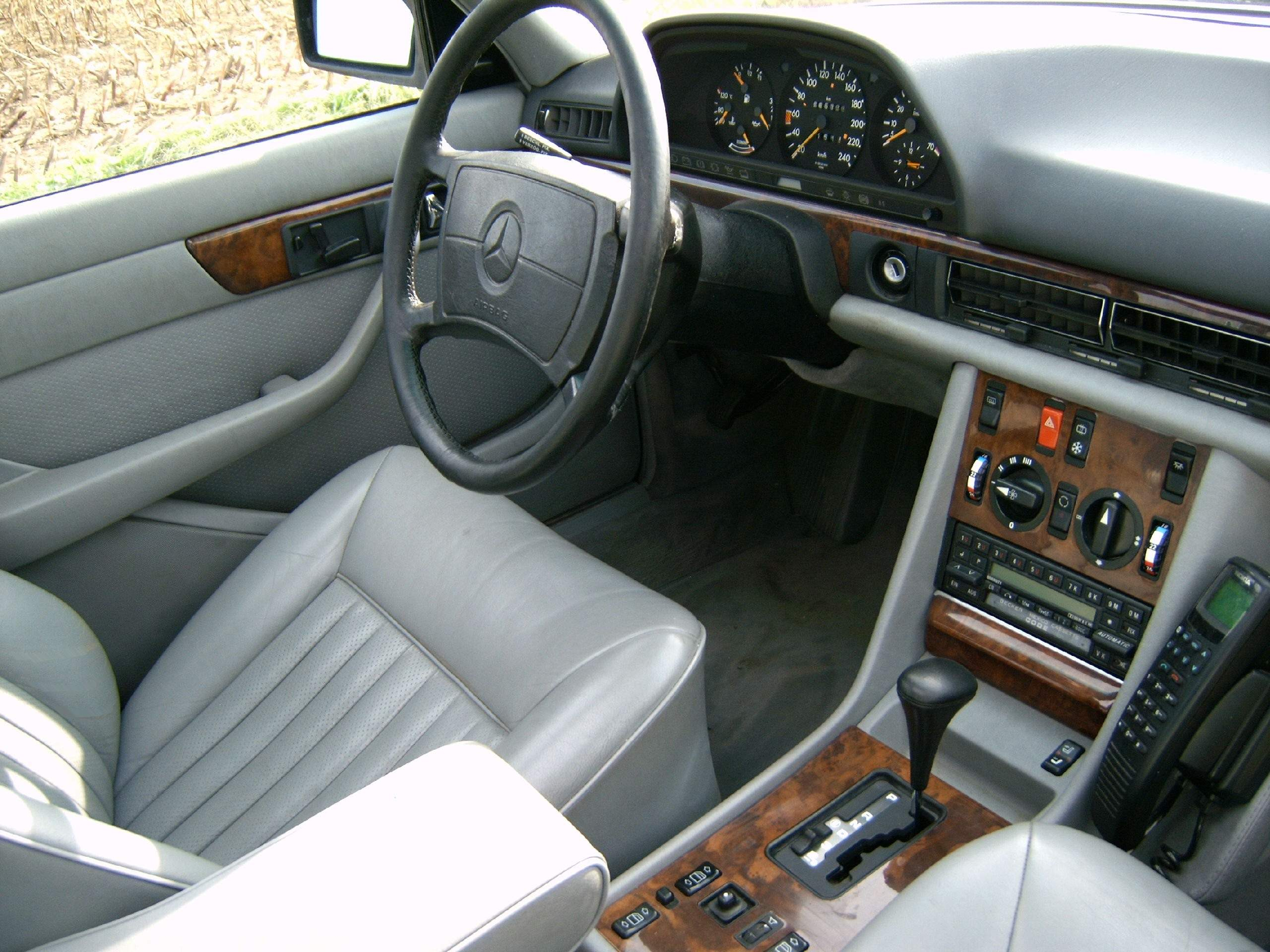
Asientos delanteros versión larga
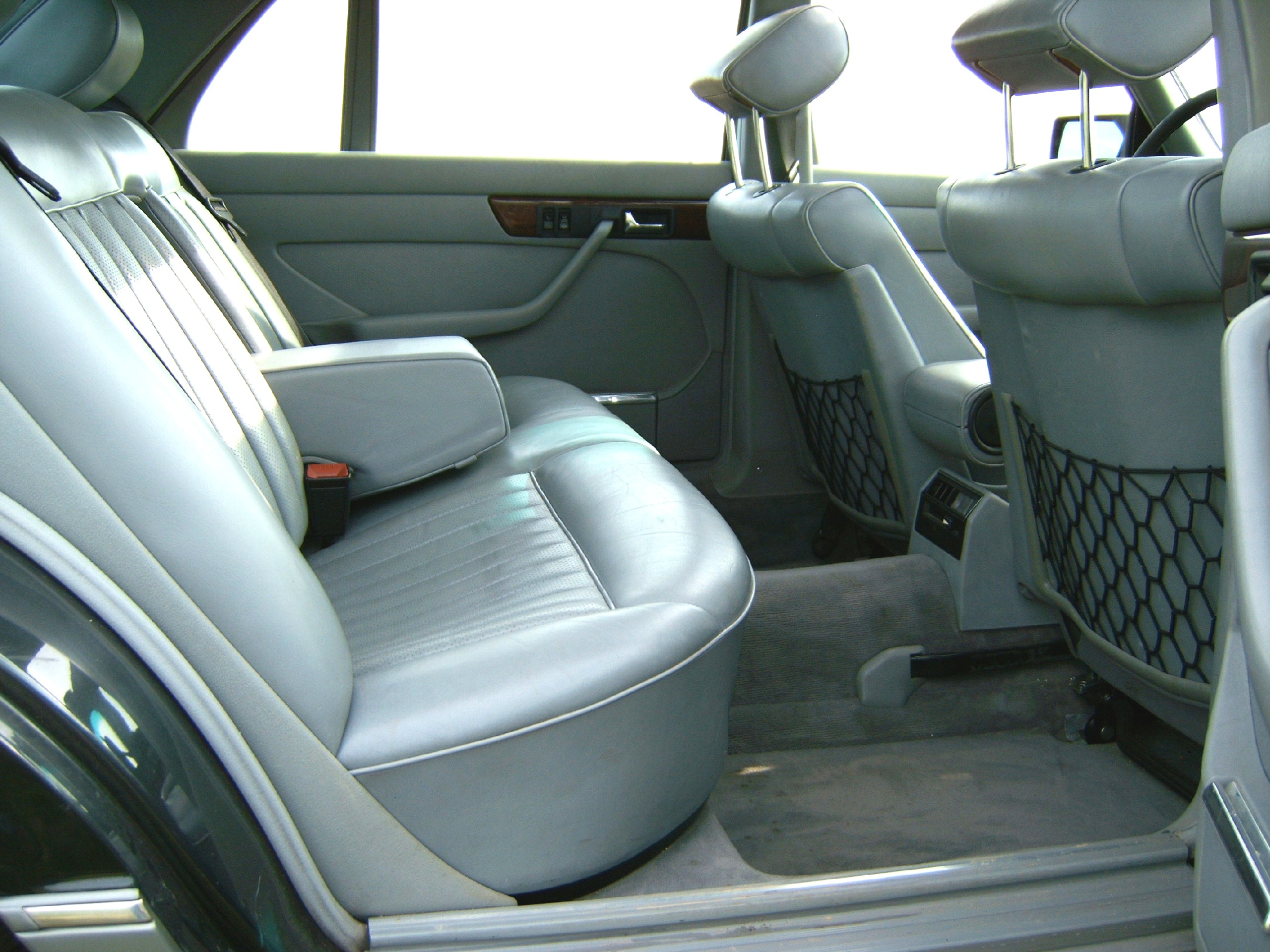
Asientos traseros versión larga
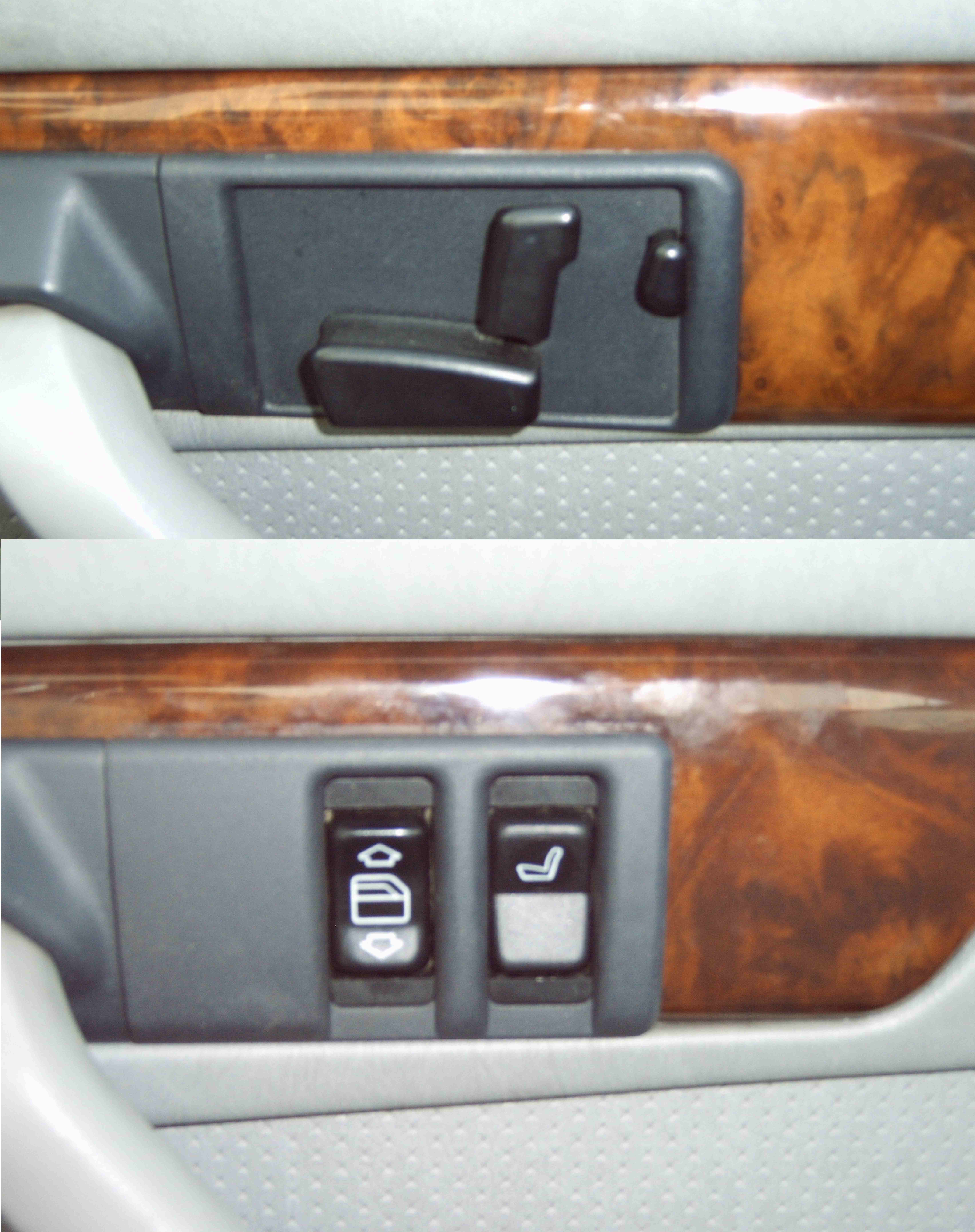
Botones del elevalunas y regulación del asiento
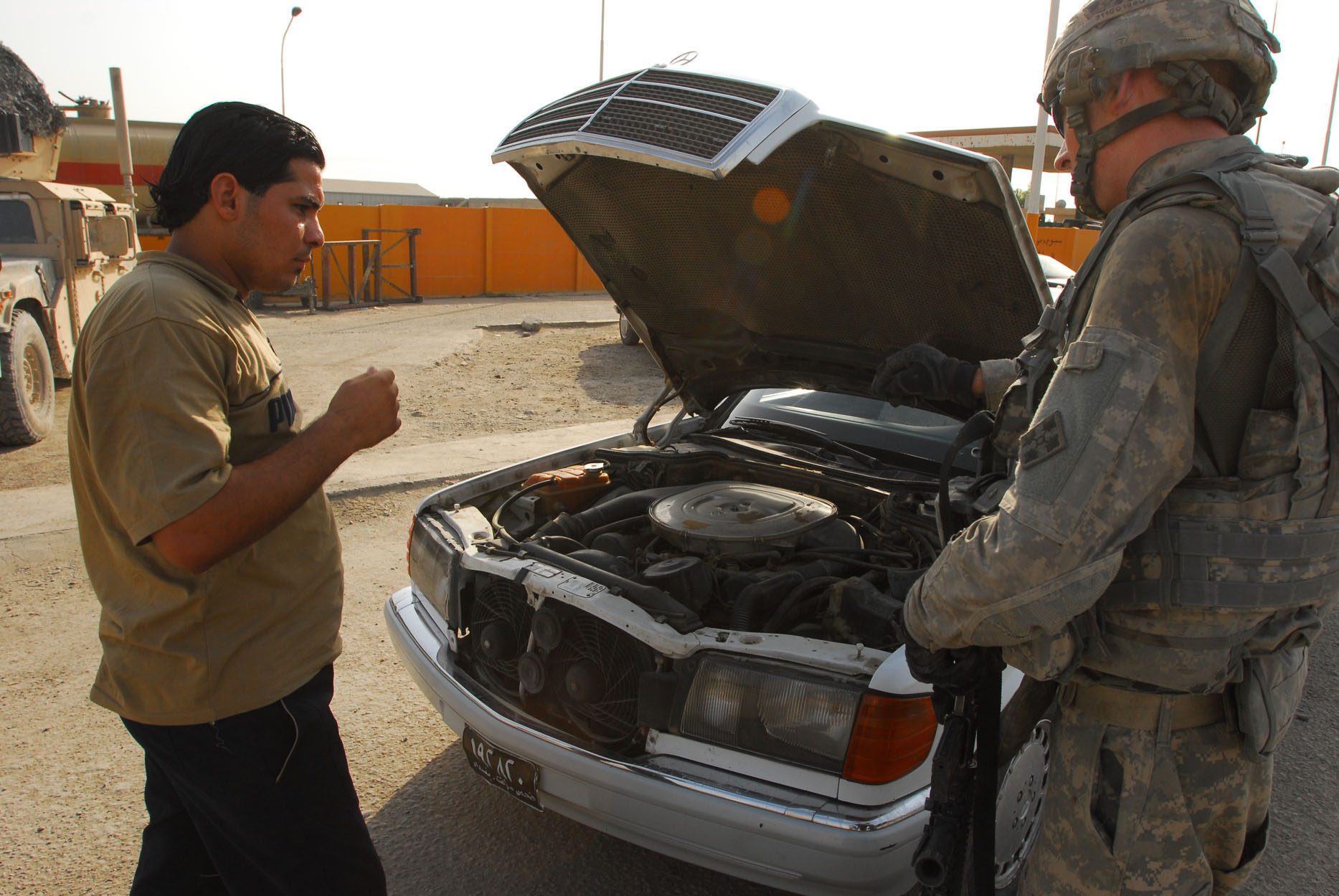
Vista del motor

#### Motorizaciones
| Motores de gasolina            | Motores de gasolina                                                       | Motores de gasolina                                                       | Motores de gasolina                                                       | Motores de gasolina                                                       | Motores de gasolina                                                       | Motores de gasolina                                                       | Motores de gasolina                                                       | Motores de gasolina                                                       | Motores de gasolina                                                       | Motores de gasolina                                                       | Motores de gasolina                                                       | Motores de gasolina                                                       | Motores de gasolina                                                       | Motores de gasolina                                                       | Motores de gasolina                                                       | Motores de gasolina                                                       | Motores de gasolina                                                       | Motores de gasolina                                                       | Motores de gasolina                                                       | Motores de gasolina                                                       | Motores de gasolina                                                       | Motores de gasolina                                                       | Motores de gasolina                                                       | Motores de gasolina                                                       |                                                                           |
|                                | 260 SE                                                                    | 260 SE                                                                    | 280 S                                                                     | 280 SE                                                                    | 300 SE                                                                    | 300 SE                                                                    | 380 SE                                                                    | 380 SE                                                                    | 420 SE                                                                    | 420 SE                                                                    | 420 SE                                                                    | 420 SE                                                                    | 500                                                                       | 500                                                                       | 500                                                                       | 500                                                                       | 500                                                                       | 500                                                                       | 560 SE                                                                    | 560 SE                                                                    | 560 SE                                                                    | 560 SE                                                                    |                                                                           |                                                                           |                                                                           |
| ------------------------------ | ------------------------------------------------------------------------- | ------------------------------------------------------------------------- | ------------------------------------------------------------------------- | ------------------------------------------------------------------------- | ------------------------------------------------------------------------- | ------------------------------------------------------------------------- | ------------------------------------------------------------------------- | ------------------------------------------------------------------------- | ------------------------------------------------------------------------- | ------------------------------------------------------------------------- | ------------------------------------------------------------------------- | ------------------------------------------------------------------------- | ------------------------------------------------------------------------- | ------------------------------------------------------------------------- | ------------------------------------------------------------------------- | ------------------------------------------------------------------------- | ------------------------------------------------------------------------- | ------------------------------------------------------------------------- | ------------------------------------------------------------------------- | ------------------------------------------------------------------------- | ------------------------------------------------------------------------- | ------------------------------------------------------------------------- | ------------------------------------------------------------------------- | ------------------------------------------------------------------------- | ------------------------------------------------------------------------- |
| Periodo                        | 1985-1991                                                                 | 1985-1991                                                                 | 1979-1985                                                                 | 1979-1985                                                                 | 1985-1991                                                                 | 1985-1991                                                                 | 1979-1981                                                                 | 1981-1985                                                                 | 1985-1987                                                                 | 1987-1991                                                                 | 1985-1987                                                                 | 1987-1991                                                                 | 1979-1981                                                                 | 1981-1985                                                                 | 1985-1987                                                                 | 1987-1991                                                                 | 1985-1987                                                                 | 1987-1991                                                                 | 1985-1987                                                                 | 1987-1991                                                                 | 1985-1987                                                                 | 1987-1991                                                                 |                                                                           |                                                                           |                                                                           |
| Identificación del motor       | M 103 E 26                                                                | M 103 E 26                                                                | M 110 V 28                                                                | M 110 E 28                                                                | M 103 E 30                                                                | M 103 E 30                                                                | M 116 E 38                                                                | M 116 E 38                                                                | M 116 E 42                                                                | M 116 E 42                                                                | M 116 E 42                                                                | M 116 E 42                                                                | M 117 E 50                                                                | M 117 E 50                                                                | M 117 E 50                                                                | M 117 E 50                                                                | M 117 E 50                                                                | M 117 E 50                                                                | M 117 E 56                                                                | M 117 E 56                                                                | M 117 E 56                                                                | M 117 E 56                                                                |                                                                           |                                                                           |                                                                           |
| Tipo de motor                  | L6 12v                                                                    | L6 12v, catalizador                                                       | L6 12v, carburación de doble cuerpo                                       | L6 12v                                                                    | L6 12v                                                                    | L6 12v, catalizador                                                       | V8 16v                                                                    | V8 16v                                                                    | V8 16v                                                                    | V8 16v                                                                    | V8 16v, catalizador                                                       | V8 16v, catalizador                                                       | V8 16v                                                                    | V8 16v                                                                    | V8 16v                                                                    | V8 16v                                                                    | V8 16v, cataliador                                                        | V8 16v, cataliador                                                        | V8 16v                                                                    | V8 16v                                                                    | V8 16v, catalizador                                                       | V8 16v, catalizador                                                       |                                                                           |                                                                           |                                                                           |
| Diámetro x carrera             | 82.9 mm × 80.2 mm                                                         | 82.9 mm × 80.2 mm                                                         | 86.0 mm × 78.8 mm                                                         | 86.0 mm × 78.8 mm                                                         | 82.9 mm × 88.5 mm                                                         | 82.9 mm × 88.5 mm                                                         | 92.0 mm × 71.8 mm                                                         | 88.0 mm × 78.9 mm                                                         | 92.0 mm × 78.9 mm                                                         | 92.0 mm × 78.9 mm                                                         | 92.0 mm × 78.9 mm                                                         | 92.0 mm × 78.9 mm                                                         | 96.5 mm × 85.0 mm                                                         | 96.5 mm × 85.0 mm                                                         | 96.5 mm × 85.0 mm                                                         | 96.5 mm × 85.0 mm                                                         | 96.5 mm × 85.0 mm                                                         | 96.5 mm × 85.0 mm                                                         | 96.5 mm × 94.8 mm                                                         | 96.5 mm × 94.8 mm                                                         | 96.5 mm × 94.8 mm                                                         | 96.5 mm × 94.8 mm                                                         |                                                                           |                                                                           |                                                                           |
| Cilindrada                     | 2599 cm³                                                                  | 2599 cm³                                                                  | 2746 cm³                                                                  | 2746 cm³                                                                  | 2962 cm³                                                                  | 2962 cm³                                                                  | 3818 cm³                                                                  | 3839 cm³                                                                  | 4196 cm³                                                                  | 4196 cm³                                                                  | 4196 cm³                                                                  | 4196 cm³                                                                  | 4973 cm³                                                                  | 4973 cm³                                                                  | 4973 cm³                                                                  | 4973 cm³                                                                  | 4973 cm³                                                                  | 4973 cm³                                                                  | 5547 cm³                                                                  | 5547 cm³                                                                  | 5547 cm³                                                                  | 5547 cm³                                                                  |                                                                           |                                                                           |                                                                           |
| Relación de compresión         | 9.2: 1                                                                    | 9.2: 1                                                                    | 9.0: 1                                                                    | 9.0: 1                                                                    | 9.2: 1                                                                    | 9.2: 1                                                                    | 9.0: 1                                                                    | 9.4: 1                                                                    | 9.0: 1                                                                    | 9.0: 1                                                                    | 9.0: 1                                                                    | 9.0: 1                                                                    | 8.8: 1                                                                    | 9.2: 1                                                                    | 9.0: 1                                                                    | 10.0: 1                                                                   | 9.0: 1                                                                    | 10.0: 1                                                                   | 9.0: 1                                                                    | 10.0: 1                                                                   | 9.0: 1                                                                    | 10.0: 1                                                                   |                                                                           |                                                                           |                                                                           |
| Potencia máxima: CV (kW) @ rpm | 166 CV (122 kW) @ 5800                                                    | 160 CV (118 kW) @ 5800                                                    | 156 CV (115 kW) @ 5500                                                    | 185 CV (136 kW) @ 5800                                                    | 188 CV (138 kW) @ 5700                                                    | 179 CV (132 kW) @ 5700                                                    | 218 CV (160 kW) @ 5500                                                    | 204 CV (150 kW) @ 5250                                                    | 218 CV (160 kW) @ 5200                                                    | 231 CV (170 kW) @ 5400                                                    | 204 CV (150 kW) @ 5200                                                    | 224 CV (165 kW) @ 5400                                                    | 240 CV (177 kW) @ 4750                                                    | 231 CV (170 kW) @ 4750                                                    | 245 CV (180 kW) @ 4750                                                    | 265 CV (195 kW) @ 5200                                                    | 223 CV (164 kW) @ 4750                                                    | 252 CV (185 kW) @ 5200                                                    | 272 CV (200 kW) @ 5000                                                    | 300 CV (220 kW) @ 5000                                                    | 242 CV (178 kW) @ 4800                                                    | 279 CV (205 kW) @ 5200                                                    |                                                                           |                                                                           |                                                                           |
| Par máximo: Nm @ rpm           | 228 Nm @ 4600                                                             | 220 Nm @ 4600                                                             | 223 Nm @ 4000                                                             | 242 Nm @ 4500                                                             | 260 Nm @ 4400                                                             | 255 Nm @ 4400                                                             | 305 Nm @ 4000                                                             | 315 Nm @ 3250                                                             | 330 Nm @ 3750                                                             | 335 Nm @ 4000                                                             | 310 Nm @ 3600                                                             | 325 Nm @ 4000                                                             | 404 Nm @ 3200                                                             | 405 Nm @ 3000                                                             | 400 Nm @ 3750                                                             | 405 Nm @ 4000                                                             | 365 Nm @ 2500                                                             | 390 Nm @ 3750                                                             | 430 Nm @ 3750                                                             | 455 Nm @ 3750                                                             | 390 Nm @ 3500                                                             | 430 Nm @ 3750                                                             |                                                                           |                                                                           |                                                                           |
| Tracción                       | Trasera                                                                   | Trasera                                                                   | Trasera                                                                   | Trasera                                                                   | Trasera                                                                   | Trasera                                                                   | Trasera                                                                   | Trasera                                                                   | Trasera                                                                   | Trasera                                                                   | Trasera                                                                   | Trasera                                                                   | Trasera                                                                   | Trasera                                                                   | Trasera                                                                   | Trasera                                                                   | Trasera                                                                   | Trasera                                                                   | Trasera                                                                   | Trasera                                                                   | Trasera                                                                   | Trasera                                                                   | Trasera                                                                   | Trasera                                                                   | Trasera                                                                   |
| Transmisión                    | Manual, 4 velocidades / Manual, 5 velocidades / Automática, 4 velocidades | Manual, 4 velocidades / Manual, 5 velocidades / Automática, 4 velocidades | Manual, 4 velocidades / Manual, 5 velocidades / Automática, 4 velocidades | Manual, 4 velocidades / Manual, 5 velocidades / Automática, 4 velocidades | Manual, 4 velocidades / Manual, 5 velocidades / Automática, 4 velocidades | Manual, 4 velocidades / Manual, 5 velocidades / Automática, 4 velocidades | Manual, 4 velocidades / Manual, 5 velocidades / Automática, 4 velocidades | Manual, 4 velocidades / Manual, 5 velocidades / Automática, 4 velocidades | Manual, 4 velocidades / Manual, 5 velocidades / Automática, 4 velocidades | Manual, 4 velocidades / Manual, 5 velocidades / Automática, 4 velocidades | Manual, 4 velocidades / Manual, 5 velocidades / Automática, 4 velocidades | Manual, 4 velocidades / Manual, 5 velocidades / Automática, 4 velocidades | Manual, 4 velocidades / Manual, 5 velocidades / Automática, 4 velocidades | Manual, 4 velocidades / Manual, 5 velocidades / Automática, 4 velocidades | Manual, 4 velocidades / Manual, 5 velocidades / Automática, 4 velocidades | Manual, 4 velocidades / Manual, 5 velocidades / Automática, 4 velocidades | Manual, 4 velocidades / Manual, 5 velocidades / Automática, 4 velocidades | Manual, 4 velocidades / Manual, 5 velocidades / Automática, 4 velocidades | Manual, 4 velocidades / Manual, 5 velocidades / Automática, 4 velocidades | Manual, 4 velocidades / Manual, 5 velocidades / Automática, 4 velocidades | Manual, 4 velocidades / Manual, 5 velocidades / Automática, 4 velocidades | Manual, 4 velocidades / Manual, 5 velocidades / Automática, 4 velocidades | Manual, 4 velocidades / Manual, 5 velocidades / Automática, 4 velocidades | Manual, 4 velocidades / Manual, 5 velocidades / Automática, 4 velocidades | Manual, 4 velocidades / Manual, 5 velocidades / Automática, 4 velocidades |
| Peso                           | 1520 kg                                                                   | 1520 kg                                                                   | 1560 kg                                                                   | 1560 kg                                                                   | 1520 kg                                                                   | 1570 kg                                                                   | 1595 kg                                                                   | 1595 kg                                                                   | 1600 kg                                                                   | 1640 kg                                                                   | 1600 kg                                                                   | 1640 kg                                                                   | 1620 kg                                                                   | 1620 kg                                                                   | 1620 kg                                                                   | 1670 kg                                                                   | 1620 kg                                                                   | 1670 kg                                                                   | 1800 kg                                                                   | 1800 kg                                                                   | 1800 kg                                                                   | 1800 kg                                                                   |                                                                           |                                                                           |                                                                           |
| Aceleración 0–100 km/h         | 10.2 s                                                                    | 10.5 s                                                                    | 11.0 s                                                                    | 10.0 s                                                                    | 9.1 s                                                                     | 9.3 s                                                                     | 9.3 s                                                                     | 9.8 s                                                                     | 8.3 s                                                                     | 8.2 s                                                                     | 8.7 s                                                                     | 8.3 s                                                                     | 8.1 s                                                                     | 8.1 s                                                                     | 7.3 s                                                                     | 7.2 s                                                                     | 8.0 s                                                                     | 7.5 s                                                                     | 6.8 s                                                                     | 6.8 s                                                                     | 7.2 s                                                                     | 7.2 s                                                                     |                                                                           |                                                                           |                                                                           |
| Velocidad máxima               | 205 km/h                                                                  | 200 km/h                                                                  | 200 km/h                                                                  | 210 km/h                                                                  | 210 km/h                                                                  | 205 km/h                                                                  | 215 km/h                                                                  | 210 km/h                                                                  | 218 km/h                                                                  | 222 km/h                                                                  | 210 km/h                                                                  | 220 km/h                                                                  | 225 km/h                                                                  | 225 km/h                                                                  | 230 km/h                                                                  | 235 km/h                                                                  | 220 km/h                                                                  | 230 km/h                                                                  | 250 km/h                                                                  | 250 km/h                                                                  | 240 km/h                                                                  | 240 km/h                                                                  |                                                                           |                                                                           |                                                                           |
| Consumo combinado (L/100 km)   | 10.3                                                                      | 11.1                                                                      | 12.3                                                                      | 12.6                                                                      | 10.5                                                                      | 11.9                                                                      | 14.4                                                                      | 11.2                                                                      | 11.5                                                                      | 11.5                                                                      | 11.9                                                                      | 11.9                                                                      | 15.3                                                                      | 11.8                                                                      | 12.0                                                                      | 11.9                                                                      | 12.5                                                                      | 11.4                                                                      | 13.3                                                                      | 13.3                                                                      | 14.4                                                                      | 14.4                                                                      |                                                                           |                                                                           |                                                                           |

| Periodo                        | 1979-1982                                                                 | 1982-1985                                                                 | 1985-1987                                                                 | 1990-1991                                                                 |
| Identificación del motor       | OM 617 D 30 A                                                             | OM 617 D 30 A                                                             | OM 603 D 30 A                                                             | OM 603 D 35 A                                                             |
| Tipo de motor                  | L5 10v, turbo                                                             | L5 10v, turbo                                                             | L6 12v, turbo                                                             | L6 12v, turbo                                                             |
| Diámetro x carrera             | 90.9 mm × 92.4 mm                                                         | 90.9 mm × 92.4 mm                                                         | 87.0 mm × 84.0 mm                                                         | 89.0 mm × 92.4 mm                                                         |
| Cilindrada                     | 2998 cm³                                                                  | 2998 cm³                                                                  | 2996 cm³                                                                  | 3449 cm³                                                                  |
| Relación de compresión         | 21.5: 1                                                                   | 21.5: 1                                                                   | 22.0: 1                                                                   | 22.0: 1                                                                   |
| Potencia máxima: CV (kW) @ rpm | 121 CV (89 kW) @ 4350                                                     | 125 CV (92 kW) @ 4350                                                     | 150 CV (110 kW) @ 4600                                                    | 136 CV (100 kW) @ 4000                                                    |
| Par máximo: Nm @ rpm           | 230 Nm @ 2400                                                             | 250 Nm @ 2400                                                             | 273 Nm @ 2400                                                             | 310 Nm @ 2000                                                             |
| Tracción                       | Trasera                                                                   | Trasera                                                                   | Trasera                                                                   | Trasera                                                                   |
| Transmisión                    | Manual, 4 velocidades / Manual, 5 velocidades / Automática, 4 velocidades | Manual, 4 velocidades / Manual, 5 velocidades / Automática, 4 velocidades | Manual, 4 velocidades / Manual, 5 velocidades / Automática, 4 velocidades | Manual, 4 velocidades / Manual, 5 velocidades / Automática, 4 velocidades |
| Peso                           | 1695 kg                                                                   | 1705 kg                                                                   | 1740 kg                                                                   | 1770 kg                                                                   |
| Aceleración 0–100 km/h         | 15.2 s                                                                    | 15.2 s                                                                    | 12.5 s                                                                    | 13.0 s                                                                    |
| Velocidad máxima               | 175 km/h                                                                  | 175 km/h                                                                  | 195 km/h                                                                  | 175 km/h                                                                  |
| Consumo combinado (L/100 km)   | -                                                                         | -                                                                         | -                                                                         | -                                                                         |

## Tercera generación (W140, 1991-1999)
Mercedes-Benz Clase S, 140 Series (1992-1997): Una nueva generación del Mercedes vuelve a aparecer con motivo del Salón de Ginebra de 1991. Al principio la serie 140 comprendía los modelos 300 SE de seis cilindros, 400 SE de ocho cilindros y 600 SE de doce cilindros con una potencia de 408 caballos, siendo este último el primer doce cilindros que se producía en serie para un coche de representación de la marca de la estrella.
Como era costumbre en Mercedes, todas las limusinas disponían de una versión larga, cuya longitud se acrecentaba en 10 centímetros respecto a la versión convencional, que con 5,11 metros se convertiría en la más grande de todos los tiempos.
Más tarde, en junio de 1993 se cambió la designación del modelo para anteponer la S al número tridigital. En el Salón de Ginebra de marzo de 1994 aparecería un restyling de la Clase S, que apenas variaba su estética. En diciembre de 1996 aparecería nuevas versiones como la S 280 y S 320 equipadas con transmisión automática y control de dirección dinámico. En esa misma fecha, el S300 diésel sustituyó al 350 Turbodiésel de 1993.
Entre sus innovaciones destacaban la ventana doble para mejorar el confort interior tanto sonoro como a nivel climático, un climatizador automático con filtro activo de carbón, que evita la entrada de malos olores o los nuevos asientos multicontorno.
A todo ello se suma en materia tecnológica una suspensión independiente en el tren trasero con el que mejorar su agilidad en conducción. Mientras en seguridad se añade los airbags de cabeza denominados por la marca “sidebags”, el control de estabilidad (ESP), la ayuda a la frenada de emergencia (EBA) y los faros de xenón. (Fe de erratas. Nunca llevó airbags de techo, pues se estrenaron en la serie siguiente del Clase S, la W220 y en la W210 del Clase E a partir de 1999). El Clase S de la serie W140 se dejó de fabricar en 1998.
En su habitáculo, el salpicadero contaba con una mayor superficie de plástico acolchado, mientras el cuadro de relojes amplía su tamaño para incluir un reloj y el del nivel de combustible, que cambia su ubicación a la izquierda del volante.
Criticado en Alemania y Europa por su exagerado tamaño, la Clase S tuvo una buena acogida, sobre todo en Asia y Norteamérica, así lo demuestran las cifras globales con 406.352 sedanes construidos, de los cuales 28.101 fueron diésel. 

#### Motorizaciones
| Periodo                        | 1993-1998                                                                     | 1992-1993                                                                     | 1991-1993                                                                     | 1993-1998                                             | 1991-1993                 | 1993-1998                                             | 1991-1993                            | 1993-1998                                             | 1991-1993                            | 1993-1998                                             |
| Identificación del motor       | M 104 E 28                                                                    | M 104 E 28                                                                    | M 104 E 32                                                                    | M 104 E 32                                            | M 119 E 42                | M 119 E 42                                            | M 119 E 50                           | M 119 E 50                                            | M 120 E 60                           | M 120 E 60                                            |
| Tipo de motor                  | L6 24v                                                                        | L6 24v                                                                        | L6 24v                                                                        | L6 24v                                                | V8 32v                    | V8 32v                                                | V8 32v                               | V8 32v                                                | V12 48v                              | V12 48v                                               |
| Diámetro x carrera             | 89.9 mm × 73.5 mm                                                             | 89.9 mm × 73.5 mm                                                             | 89.9 mm × 84.0 mm                                                             | 89.9 mm × 84.0 mm                                     | 92.0 mm × 78.9 mm         | 92.0 mm × 78.9 mm                                     | 96.5 mm × 85.0 mm                    | 96.5 mm × 85.0 mm                                     | 89.0 mm × 80.2 mm                    | 89.0 mm × 80.2 mm                                     |
| Cilindrada                     | 2799 cm³                                                                      | 2799 cm³                                                                      | 3199 cm³                                                                      | 3199 cm³                                              | 4196 cm³                  | 4196 cm³                                              | 4973 cm³                             | 4973 cm³                                              | 5987 cm³                             | 5987 cm³                                              |
| Relación de compresión         | 10.0: 1                                                                       | 10.0: 1                                                                       | 10.0: 1                                                                       | 10.0: 1                                               | 10.0: 1                   | 11.0: 1                                               | 10.0: 1                              | 10.0: 1                                               | 10.0: 1                              | 10.0: 1                                               |
| Potencia máxima: CV (kW) @ rpm | 193 CV (142 kW) @ 5500                                                        | 193 CV (142 kW) @ 5500                                                        | 231 CV (170 kW) @ 5800                                                        | 231 CV (170 kW) @ 5600                                | 286 CV (210 kW) @ 5700    | 279 CV (205 kW) @ 5700                                | 326 CV (240 kW) @ 5700               | 320 CV (235 kW) @ 5600                                | 408 CV (300 kW) @ 5200               | 394 CV (290 kW) @ 5200                                |
| Par máximo: Nm @ rpm           | 270 Nm @ 3750                                                                 | 270 Nm @ 3750                                                                 | 310 Nm @ 4100                                                                 | 315 Nm @ 3750                                         | 410 Nm @ 3900             | 400 Nm @ 3900                                         | 480 Nm @ 3900                        | 470 Nm @ 3900                                         | 580 Nm @ 3800                        | 570 Nm @ 3800                                         |
| Tracción                       | Trasera                                                                       | Trasera                                                                       | Trasera                                                                       | Trasera                                               | Trasera                   | Trasera                                               | Trasera                              | Trasera                                               | Trasera                              | Trasera                                               |
| Transmisión                    | Manual, 5 velocidades / Automática, 4 velocidades / Automática, 5 velocidades | Manual, 5 velocidades / Automática, 4 velocidades / Automática, 5 velocidades | Manual, 5 velocidades / Automática, 4 velocidades / Automática, 5 velocidades | Automática, 4 velocidades / Automática, 5 velocidades | Automática, 4 velocidades | Automática, 4 velocidades / Automática, 5 velocidades | Automática, 4 velocidades            | Automática, 4 velocidades / Automática, 5 velocidades | Automática, 4 velocidades            | Automática, 4 velocidades / Automática, 5 velocidades |
| Peso                           | 1900 kg                                                                       | 1900 kg                                                                       | 1900 kg                                                                       | 1900 kg                                               | 2000 kg                   | 2000 kg                                               | 2010 kg                              | 2010 kg                                               | 2180 kg                              | 2180 kg                                               |
| Aceleración 0–100 km/h         | 11.0 s                                                                        | 10.8 s                                                                        | 8.9 s                                                                         | 8.9 s                                                 | 7.6 s                     | 8.3 s                                                 | 6.7 s                                | 7.3 s                                                 | 6.0 s                                | 6.6 s                                                 |
| Velocidad máxima               | 215 km/h                                                                      | 215 km/h                                                                      | 230 km/h                                                                      | 225 km/h                                              | 245 km/h                  | 245 km/h                                              | 250 km/h (Limitada electrónicamente) | 250 km/h (Limitada electrónicamente)                  | 250 km/h (Limitada electrónicamente) | 250 km/h (Limitada electrónicamente)                  |
| Consumo combinado (L/100 km)   | 11.6                                                                          | 10.6                                                                          | 11.6                                                                          | 12.3                                                  | 12.2                      | 11.7                                                  | 12.3                                 | 11.9                                                  | 13.7 (>25 reales)                    | 13.7 (>25 reales)                                     |

| Periodo                        | 1992-1993                 | 1993-1996                 | 1996-1998                  |
| Identificación del motor       | OM 603 D 35 A             | OM 603 D 35 A             | OM 606 D 30 LA             |
| Tipo de motor                  | L6 12v, turbo             | L6 12v, turbo             | L6 24v, turbo, intercooler |
| Diámetro x carrera             | 89.0 mm × 92.4 mm         | 89.0 mm × 92.4 mm         | 87.0 mm × 84.0 mm          |
| Cilindrada                     | 3449 cm³                  | 3449 cm³                  | 2996 cm³                   |
| Relación de compresión         | 22.0: 1                   | 22.0: 1                   | 22.0: 1                    |
| Potencia máxima: CV (kW) @ rpm | 150 CV (110 kW) @ 4000    | 150 CV (110 kW) @ 4000    | 177 CV (130 kW) @ 4400     |
| Par máximo: Nm @ rpm           | 310 Nm @ 2000             | 310 Nm @ 2000             | 330 Nm @ 1600-3600         |
| Tracción                       | Trasera                   | Trasera                   | Trasera                    |
| Transmisión                    | Automática, 4 velocidades | Automática, 4 velocidades | Automática, 5 velocidades  |
| Peso                           | 1940 kg                   | 1940 kg                   | 1960 kg                    |
| Aceleración 0–100 km/h         | 12.9 s                    | 12.9 s                    | 11.2 s                     |
| Velocidad máxima               | 185 km/h                  | 185 km/h                  | 206 km/h                   |
| Consumo combinado (L/100 km)   | 9.7                       | 9.7                       | 8.1                        |

## Cuarta generación (W220, 1998-2006)
A finales del año 1997 fue presentado el W220. El W220 Clase S fue rediseñado por completo, con un cuerpo más pequeño y más ligero que su predecesor, aunque con mayor espacio para las piernas y más seguridad (Nueva combinación de magnesio, aluminio y acero de alta resistencia frente a una carrocería de acero convencional en el W140).
La producción del W220 Clase S fue de 485.000 unidades, un poco más que los totales de producción del W140.
El W220 se produjo con carrocería sedán (Normal y larga) y su "equivalente" en formato cupé correspondía a la serie CL bajo la denominación W215.
Su éxito comercial fue superior al de la serie W140, que no había triunfado en Europa, y, de hecho, se convirtió en el líder de ventas de su segmento.
Supuso la introducción de más de 30 innovaciones tecnológicas en el sector, muchas de las cuales han acabado estandarizándose en los vehículos actuales del resto de fabricantes (Ej: Sistema DISTRONIC, un radar ajustable capaz de frenar el vehículo, automáticamente, cuando éste circula con el piloto automático y alcanza a otro vehículo más lento...).
Se trataba de un vehículo más "eficiente" que el anterior W140, dado que el W220 conseguía unas prestaciones superiores, incluso disponiendo de menos potencia que su antecesor en alguno de los modelos (El S500 W140 rendía unos 320 CV y el S500 W220 sólo 306 CV), mejorando asimismo las cifras de consumo.
En 2003, el W220 Clase S recibió una actualización del exterior en la parte delantera. El ángulo de la rejilla se ajustó a una posición ligeramente más vertical, y los faros de xenón pasaron a ser "transparentes" y bixenon (Antes eran opacos).
El parachoques delantero fue rediseñado en las tomas de aire inferiores y la ópticas traseras se revisaron.
Asimismo se introdujo el sistema PRE-SAFE de seguridad y el cambio 7G-tronic, entre otras novedades.
En agosto de 2019, el W220 cumplió un récord al ser el primer Clase S en llegar a Dedhorse Alaska (punto de partida de la Panamerica y el punto más al norte del continente americano hasta donde se puede manejar), para partir la travesía hasta la frontera de Guatemala con Salvador, Centroamérica, donde llegó a la frontera en tan solo 3 días y 4 horas, marcando un récord nunca antes registrado, a cargo del equipo de Panamericanrun, que al estilo de Ed Bolian, no paró su camino en ningún momento, solamente se detuvieron a cargar combustible. La única modificación del vehículo fue la colocación de un estanque extra que lograba juntar casi 200 litros de carburante para no tener que detenerse y sortear los tramos sin estaciones de servicio. El modelo era un S500 4Matic que recorrió los casi 10 000 kilómetros sin inconvenientes.

#### Motorizaciones
| Periodo                        | 1998-2005                 | 1998-2002                 | 2002-2005                 | 1998-2003                            | 1998-2003                            | 1999-2002                            | 2002-2005                            | 2000-2002                            | 2002-2005                            | 2001-2002                            | 2004-2005                            |                                      |                                      |
| Identificación del motor       | M 112 E 28                | M 112 E 32                | M 112 E 37                | M 113 E 43                           | M 113 E 50                           | M 113 E 54                           | M 113 E 55 ML                        | M 137 E 58                           | M 275 KE 55 LA                       | M 137 E 63                           | M 275 KE 60 LA                       |                                      |                                      |
| Tipo de motor                  | V6 18v                    | V6 18v                    | V6 18v                    | V8 24v                               | V8 24v                               | V8 24v                               | V8 24v, compresor, intercooler       | V12 36v                              | V12 36v, biturbo, intercooler        | V12 36v                              | V12 36v, biturbo, intercooler        |                                      |                                      |
| Diámetro x carrera             | 89.9 mm × 73.5 mm         | 89.9 mm × 84.0 mm         | 97.0 mm × 84.0 mm         | 89.9 mm × 84.1 mm                    | 97.0 mm × 84.1 mm                    | 97.0 mm × 92.0 mm                    | 97.0 mm × 92.0 mm                    | 84.0 mm × 87.0 mm                    | 82.0 mm × 87.0 mm                    | 84.5 mm × 93.0 mm                    | 82.6 mm × 93.0 mm                    |                                      |                                      |
| Cilindrada                     | 2799 cm³                  | 3199 cm³                  | 3724 cm³                  | 4266 cm³                             | 4966 cm³                             | 5439 cm³                             | 5439 cm³                             | 5786 cm³                             | 5513 cm³                             | 6258 cm³                             | 5980 cm³                             |                                      |                                      |
| Relación de compresión         | 10.0: 1                   | 10.0: 1                   | 10.0: 1                   | 10.0: 1                              | 10.0: 1                              | 11.0: 1                              | 9.0: 1                               | 10.0: 1                              | 9.0: 1                               | 10.0: 1                              | 9.0: 1                               |                                      |                                      |
| Potencia máxima: CV (kW) @ rpm | 204 CV (150 kW) @ 5700    | 224 CV (165 kW) @ 5600    | 245 CV (180 kW) @ 5700    | 279 CV (205 kW) @ 5750               | 306 CV (225 kW) @ 5600               | 360 CV (265 kW) @ 5500               | 500 CV (368 kW) @ 6100               | 367 CV (270 kW) @ 5500               | 500 CV (368 kW) @ 5000               | 444 CV (326 kW) @ 5000               | 612 CV (450 kW) @ 5100               |                                      |                                      |
| Par máximo: Nm @ rpm           | 270 Nm @ 3000-5000        | 315 Nm @ 3000-4800        | 350 Nm @ 3000-4500        | 400 Nm @ 3000-4400                   | 460 Nm @ 2700-4200                   | 530 Nm @ 3150-4500                   | 700 Nm @ 2750                        | 530 Nm @ 4100                        | 800 Nm @ 1800-3500                   | 620 Nm @ 4400                        | 1000 Nm @ 2000-4000                  |                                      |                                      |
| Tracción                       | Trasera                   | Trasera                   | Trasera / Total (4MATIC)  | Trasera / Total (4MATIC)             | Trasera / Total (4MATIC)             | Trasera                              | Trasera                              | Trasera                              | Trasera                              | Trasera                              | Trasera                              |                                      |                                      |
| Transmisión                    | Automática, 5 velocidades | Automática, 5 velocidades | Automática, 5 velocidades | Automática, 5 velocidades            | Automática, 5 velocidades            | Automática, 5 velocidades            | Automática, 5 velocidades            | Automática, 5 velocidades            | Automática, 5 velocidades            | Automática, 5 velocidades            | Automática, 5 velocidades            |                                      |                                      |
| Peso                           | 1695 kg                   | 1700 kg                   | 1735 kg                   | 1780 kg                              | 1780 kg                              | 1810 kg                              | 1910 kg                              | 1960 kg                              | 1985 kg                              | 1960 kg                              | 2145 kg                              |                                      |                                      |
| Aceleración 0–100 km/h         | 9.7 s                     | 8.2 s                     | 7.6 s                     | 7.3 s                                | 6.5 s                                | 6.0 s                                | 4.8 s                                | 6.3 s                                | 4.8 s                                | 5.7 s                                | 4.4 s                                |                                      |                                      |
| Velocidad máxima               | 230 km/h                  | 240 km/h                  | 246 km/h                  | 250 km/h (Limitada electrónicamente) | 250 km/h (Limitada electrónicamente) | 250 km/h (Limitada electrónicamente) | 250 km/h (Limitada electrónicamente) | 250 km/h (Limitada electrónicamente) | 250 km/h (Limitada electrónicamente) | 250 km/h (Limitada electrónicamente) | 250 km/h (Limitada electrónicamente) | 250 km/h (Limitada electrónicamente) | 250 km/h (Limitada electrónicamente) |
| Consumo combinado (L/100 km)   | 11.1                      | 11.5                      | 11.1                      | 12.3                                 | 13.4                                 | 13.0                                 | 13.2                                 | 13.4                                 | 14.7                                 | 14.4                                 | 14.9                                 |                                      |                                      |

| Periodo                        | 1999-2002                                                  | 2002-2005                                                  | 2000-2005                                                    |
| Identificación del motor       | OM 613 DE 32 LA                                            | OM 648 DE 32 LA                                            | OM 628 DE 40 LA                                              |
| Tipo de motor                  | L6 24v, inyección directa, common-rail, turbo, intercooler | L6 24v, inyección directa, common-rail, turbo, intercooler | V8 32v, inyección directa, common-rail, biturbo, intercooler |
| Diámetro x carrera             | 88.0 mm × 88.3 mm                                          | 88.0 mm × 88.3 mm                                          | 86.0 mm × 86.0 mm                                            |
| Cilindrada                     | 3220 cm³                                                   | 3220 cm³                                                   | 3996 cm³                                                     |
| Relación de compresión         | 18.0: 1                                                    | 17.5: 1                                                    | 18.5: 1                                                      |
| Potencia máxima: CV (kW) @ rpm | 197 CV (145 kW) @ 4200                                     | 204 CV (150 kW) @ 4200                                     | 250 CV (184 kW) @ 4000                                       |
| Par máximo: Nm @ rpm           | 470 Nm @ 1800-2800                                         | 500 Nm @ 1800                                              | 560 Nm @ 1700-2600                                           |
| Tracción                       | Trasera                                                    | Trasera                                                    | Trasera                                                      |
| Transmisión                    | Automática, 5 velocidades                                  | Automática, 5 velocidades                                  | Automática, 5 velocidades                                    |
| Peso                           | 1830 kg                                                    | 1830 kg                                                    | 1895 kg                                                      |
| Aceleración 0–100 km/h         | 8.8 s                                                      | 8.2 s                                                      | 7.8 s                                                        |
| Velocidad máxima               | 230 km/h                                                   | 235 km/h                                                   | 250 km/h (Limitada electrónicamente)                         |
| Consumo combinado (L/100 km)   | 8.0                                                        | 7.7                                                        | 9.6                                                          |

## Quinta generación (W221, 2005-2013)
Esta generación del Mercedes-Benz Clase S se presentó en el Salón del Automóvil de Frankfurt del año 2005 y fue exportado en ese mismo año. El prototipo de este automóvil fue presentado en el año 2002.
En el año 2010 tuvo una reestilización, anunciada en el Salón del Automóvil de Stuttgart de 2009.
Tiene un motor de 8 cilindros de 5.5 litros sumado a una caja de cambios de 7 velocidades 7G-tronic y desarrolla 388 caballos de fuerza.
Esta generación es ligeramente más grande que la generación anterior.
Algunas de las funciones que tiene son:
- Un servofreno de emergencia PLUS con sensores de radar.
- Asientos que incluyen una opción para dar masajes.
- Una cámara de infrarrojos para visión nocturna.
- Cinturones de seguridad que se tensan solos cuando detectan una desaceleración brusca.[5]

#### Motorizaciones
| Periodo                        | 2006-2011                 | 2006-2011                            | 2011-2013                            | 2009-2013                                  | 2006-2010                            | 2005-2011                            | 2011-2013                                       | 2006-2010                            | 2010-2013                                       | 2006-2013                            | 2006-2010                            | 2010-2013                            |
| Identificación del motor       | M 272 KE 30               | M 272 KE 35                          | M 276 DE 35                          | M 272 KE 35                                | M 273 KE 46                          | M 273 KE 55                          | M 278 DE 46 AL                                  | M 156 E 63                           | M 157 DE 55 AL                                  | M 275 E 55 AL                        | M 275 E 60 AL                        | M 275 E 60 AL                        |
| Tipo de motor                  | V6 24v                    | V6 24v                               | V6 24v, inyección directa            | V6 24v, inyección directa, motor eléctrico | V8 32v                               | V8 32v                               | V8 32v, inyección directa, biturbo, intercooler | V8 32v                               | V8 32v, inyección directa, biturbo, intercooler | V12 36v, biturbo, intercooler        | V12 36v, biturbo, intercooler        | V12 36v, biturbo, intercooler        |
| Diámetro x carrera             | 88.0 mm × 82.1 mm         | 92.9 mm × 86.0 mm                    | 92.9 mm × 86.0 mm                    | 92.9 mm × 86.0 mm                          | 92.9 mm × 86.0 mm                    | 98.0 mm × 90.5 mm                    | 92.9 mm × 86.0 mm                               | 102.2 mm × 94.6 mm                   | 98.0 mm × 90.5 mm                               | 82.0 mm × 87.0 mm                    | 82.6 mm × 93.0 mm                    | 82.6 mm × 93.0 mm                    |
| Cilindrada                     | 2996 cm³                  | 3498 cm³                             | 3498 cm³                             | 3498 cm³                                   | 4663 cm³                             | 5461 cm³                             | 4663 cm³                                        | 6208 cm³                             | 5461 cm³                                        | 5513 cm³                             | 5980 cm³                             | 5980 cm³                             |
| Relación de compresión         | 11.3: 1                   | 10.7: 1                              | 12.2: 1                              | 10.7: 1                                    | 10.7: 1                              | 10.7: 1                              | 10.7: 1                                         | 11.3: 1                              | 11.3: 1                                         | 9.0: 1                               | 9.0: 1                               | 9.0: 1                               |
| Potencia máxima: CV (kW) @ rpm | 231 CV (170 kW) @ 6000    | 272 CV (200 kW) @ 6000               | 306 CV (225 kW) @ 6500               | 279 CV (205 kW) @ 6000 + 20 CV (15 kW)     | 340 CV (250 kW) @ 6000               | 388 CV (285 kW) @ 6000               | 435 CV (320 kW) @ 6000                          | 525 CV (386 kW) @ 6800               | 544 CV (400 kW) @ 5500 571 CV (420 kW) @ 5500   | 517 CV (380 kW) @ 5000               | 612 CV (450 kW) @ 4800-5100          | 630 CV (463 kW) @ 4800               |
| Par máximo: Nm @ rpm           | 300 Nm @ 2500-5000        | 350 Nm @ 2400-5000                   | 370 Nm @ 3500-5250                   | 385 Nm @ 2400-5000                         | 460 Nm @ 2700-5000                   | 530 Nm @ 2800-4800                   | 700 Nm @ 1800-3500                              | 630 Nm @ 5200                        | 800 / 900 Nm @ 2000-4500                        | 830 Nm @ 1800-3500                   | 1000 Nm @ 2000-4000                  | 1000 Nm @ 2000-4000                  |
| Tracción                       | Trasera                   | Trasera / Total (4MATIC)             | Trasera / Total (4MATIC)             | Trasera                                    | Trasera / Total (4MATIC)             | Trasera / Total (4MATIC)             | Trasera / Total (4MATIC)                        | Trasera                              | Trasera                                         | Trasera                              | Trasera                              | Trasera                              |
| Transmisión                    | Automática, 7 velocidades | Automática, 7 velocidades            | Automática, 7 velocidades            | Automática, 7 velocidades                  | Automática, 7 velocidades            | Automática, 7 velocidades            | Automática, 7 velocidades                       | Automática, 7 velocidades            | Automática, 7 velocidades                       | Automática, 5 velocidades            | Automática, 5 velocidades            | Automática, 5 velocidades            |
| Peso                           | -                         | 1805 kg                              | 1835 kg                              | 1880 kg                                    | 1865 kg                              | 1940 kg                              | 1935 kg                                         | 1995 kg                              | 2055 kg                                         | 2135 kg                              | 2195 kg                              | 2200 kg                              |
| Anchura                        | 1872 mm                   | 1872 mm                              | 1872 mm                              | 1872 mm                                    | 1872 mm                              | 1872 mm                              | 1872 mm                                         | 1872 mm                              | 1872 mm                                         | 1872 mm                              | 1872 mm                              | 1872 mm                              |
| Longitud                       | 5079 mm                   | 5079 mm                              | 5079 mm                              | 5079 mm                                    | 5079 mm                              | 5079 mm                              | 5079 mm                                         | 5079 mm                              | 5079 mm                                         | 5079 mm                              | 5079 mm                              | 5079 mm                              |
| Aceleración 0–100 km/h         | 8.2 s                     | 7.3 s                                | 6.9 s                                | 7.2 s                                      | 5.9 s                                | 5.4 s                                | 5.0 s                                           | 4.6 s                                | 4.5 s                                           | 4.6 s                                | 4.4 s                                | 4.4 s                                |
| Velocidad máxima               | 245 km/h                  | 250 km/h (Limitada electrónicamente) | 250 km/h (Limitada electrónicamente) | 250 km/h (Limitada electrónicamente)       | 250 km/h (Limitada electrónicamente) | 250 km/h (Limitada electrónicamente) | 250 km/h (Limitada electrónicamente)            | 250 km/h (Limitada electrónicamente) | 250 km/h (Limitada electrónicamente)            | 250 km/h (Limitada electrónicamente) | 250 km/h (Limitada electrónicamente) | 250 km/h (Limitada electrónicamente) |
| Consumo combinado (L/100 km)   | 9.9-10.1                  | 10.0-10.6                            | 7.6-7.9                              | 7.9-8.1                                    | 10.6-10.9                            | 11.0-11.2                            | 9.4-9.6                                         | 14.4                                 | 10.5                                            | 14.1-14.2                            | 14.5                                 | 14.3                                 |
| Normativa anticontaminación    | Euro 4                    | Euro 4                               | Euro 5                               | Euro 5                                     | Euro 4                               | Euro 4                               | Euro 5                                          | Euro 4                               | Euro 5                                          | Euro 4 / Euro 5                      | Euro 4                               | Euro 5                               |

| Periodo                        | 2011-2013                                                    | 2006-2009                                                  | 2009-2010                                                  | 2010-2013                                                  | 2006-2009                                                    | 2009-2010                                                    |                           |                           |
| Identificación del motor       | OM 651 DE 22 LA                                              | OM 642 DE 30 LA                                            | OM 642 DE 30 LA                                            | OM 642 LS DE 30 LA                                         | OM 629 DE 40 LA                                              | OM 629 DE 40 LA                                              |                           |                           |
| Tipo de motor                  | L4 16v, inyección directa, common-rail, biturbo, intercooler | V6 24v, inyección directa, common-rail, turbo, intercooler | V6 24v, inyección directa, common-rail, turbo, intercooler | V6 24v, inyección directa, common-rail, turbo, intercooler | V8 32v, inyección directa, common-rail, biturbo, intercooler | V8 32v, inyección directa, common-rail, biturbo, intercooler |                           |                           |
| Diámetro x carrera             | 83.0 mm × 99.0 mm                                            | 83.0 mm × 92.0 mm                                          | 83.0 mm × 92.0 mm                                          | 83.0 mm × 92.0 mm                                          | 86.0 mm × 86.0 mm                                            | 86.0 mm × 86.0 mm                                            |                           |                           |
| Cilindrada                     | 2143 cm³                                                     | 2987 cm³                                                   | 2987 cm³                                                   | 2987 cm³                                                   | 3996 cm³                                                     | 3996 cm³                                                     |                           |                           |
| Relación de compresión         | 16.2: 1                                                      | 17.7: 1                                                    | 17.7: 1                                                    | 15.5: 1                                                    | 17.0: 1                                                      | 17.0: 1                                                      |                           |                           |
| Potencia máxima: CV (kW) @ rpm | 204 CV (150 kW) @ 4200                                       | 235 CV (173 kW) @ 3600                                     | 235 CV (173 kW) @ 3600                                     | 258 CV (190 kW) @ 3600                                     | 320 CV (235 kW) @ 3600                                       | 320 CV (235 kW) @ 3600                                       |                           |                           |
| Par máximo: Nm @ rpm           | 500 Nm @ 1600-1800                                           | 540 Nm @ 1600-2400                                         | 540 Nm @ 1600-2400                                         | 620 Nm @ 1600-2400                                         | 730 Nm @ 2200                                                | 730 Nm @ 2200                                                |                           |                           |
| Tracción                       | Trasera                                                      | Trasera / Total (4MATIC)                                   | Trasera / Total (4MATIC)                                   | Trasera / Total (4MATIC)                                   | Trasera                                                      | Trasera                                                      |                           |                           |
| Transmisión                    | Automática, 7 velocidades                                    | Automática, 7 velocidades                                  | Automática, 7 velocidades                                  | Automática, 7 velocidades                                  | Automática, 7 velocidades                                    | Automática, 7 velocidades                                    | Automática, 7 velocidades | Automática, 7 velocidades |
| Peso                           | 1820 kg                                                      | 1880 kg                                                    | 1880 kg                                                    | 1920 kg                                                    | 2015 kg                                                      | 2015 kg                                                      |                           |                           |
| Aceleración 0–100 km/h         | 8.2 s                                                        | 7.8 s                                                      | 7.8 s                                                      | 7.1 s                                                      | 6.6 s                                                        | 6.6 s                                                        |                           |                           |
| Velocidad máxima               | 240 km/h                                                     | 250 km/h (Limitada electrónicamente)                       | 250 km/h (Limitada electrónicamente)                       | 250 km/h (Limitada electrónicamente)                       | 250 km/h (Limitada electrónicamente)                         | 250 km/h (Limitada electrónicamente)                         |                           |                           |
| Consumo combinado (L/100 km)   | 5.7-5.8                                                      | 8.3-8.5                                                    | 7.6                                                        | 6.2-6.4                                                    | 9.4-9.6                                                      | 9.1-9.3                                                      |                           |                           |
| Normativa anticontaminación    | Euro 5                                                       | Euro 4                                                     | Euro 4                                                     | Euro 6                                                     | Euro 4                                                       | Euro 4                                                       |                           |                           |

## Sexta generación (W222, 2014-2020)
Oficialmente presentado en mayo de 2014, el Mercedes-Benz Clase-S tiene una apariencia más aerodinámica que el modelo saliente, con unas pautas de diseño muy similares a las del Clase C. Algunas características interesantes incluyen una gran parrilla delantera inspirada en el automóvil F700 Concept y luces led utilizadas exclusivamente dentro y fuera, una primicia en la industria automotriz. Dos fuertes líneas convergentes de carácter dan a los flancos un aspecto más esculpido, mientras que las puntas de escape integradas y un gran techo de cristal resaltan el diseño. Junto con el sedán, la Clase S generó un cupé (Mercedes-Benz C217) y convertible (Mercedes-Benz A217), así como una variante 'Maybach' de distancia extendida, con una distancia entre ejes más largo, al igual que mayor lujo y un frontal diferente. Mientras que el modelo de batalla corta lleva el código de chasis W222, el modelo de batalla larga usa el código de chasis V222. A diferencia de las generaciones anteriores, Mercedes se centró principalmente en el desarrollo del modelo más largo ya que muchos clientes en los mercados asiáticos de rápido crecimiento prefieren ser chofer.
Al igual que el W221 S500, el Clase-S W222 contó con un V8 biturbo más potente que produce 455 CV mientras que el S600 lleva un V12 6.0L biturbo. También hay una versión S300 h Híbrido, un S350 d con un 6 cilindros en línea (L6) de 286 CV y un S450 también con un 6 cilindros en línea (L6) de 367 CV. También hubo un S500 e con un 6 cilindros en línea (L6), pero con la diferencia de tener un motor eléctrico de 48V, generando 457 CV. También se ofrecían en sus versiones de alto desempeño, S63 AMG (V8 4.0L biturbo con 585 a 612 CV) y S65 AMG (V12 6.0L biturbo con 630 CV). Todos los modelos del Clase-S cuentan con una transmisión automática de siete velocidades, y algunos modelos pueden tener tracción en las cuatro ruedas, conocida como 4MATIC y para los modelos AMG, 4MATIC+.

#### Motorizaciones
| Periodo                        | 2013-2017                                  | 2015-2017                                       | 2017-2020                                                        | 2017-2020                                                        | 2013-2017                                             | 2014-2017                                                        | 2017-2020                                       | 2013-2017                                       | 2017-2020                                       | 2014-2020                            | 2014-2020                            |
| Identificación del motor       | M 276 DE 35                                | M 276 DE 30 AL                                  | M 256 E 30 DEH LA G                                              | M 256 E 30 DEH LA G                                              | M 278 DE 46 AL                                        | M 276 DE 30 AL                                                   | M 176 DE 40 AL                                  | M 157 DE 55 AL                                  | M 177 DE 40 AL                                  | M 279 E 60 AL                        | M 279 E 60 AL                        |
| Tipo de motor                  | V6 24v, inyección directa, motor eléctrico | V6 24v, inyección directa, biturbo, intercooler | L6 24v, inyección directa, biturbo, intercooler, motor eléctrico | L6 24v, inyección directa, biturbo, intercooler, motor eléctrico | V8 32v, inyección directa, biturbo, intercooler       | V6 24v, inyección directa, biturbo, intercooler, motor eléctrico | V8 32v, inyección directa, biturbo, intercooler | V8 32v, inyección directa, biturbo, intercooler | V8 32v, inyección directa, biturbo, intercooler | V12 36v, biturbo, intercooler        | V12 36v, biturbo, intercooler        |
| Diámetro x carrera             | 92.9 mm × 86.0 mm                          | 88.0 mm × 82.1 mm                               | 83.0 mm × 92.4 mm                                                | 83.0 mm × 92.4 mm                                                | 92.9 mm × 86.0 mm                                     | 88.0 mm × 82.1 mm                                                | 83.0 mm × 92.0 mm                               | 98.0 mm × 90.5 mm                               | 83.0 mm × 92.0 mm                               | 82.6 mm × 93.0 mm                    | 82.6 mm × 93.0 mm                    |
| Cilindrada                     | 3498 cm³                                   | 2996 cm³                                        | 2999 cm³                                                         | 2999 cm³                                                         | 4663 cm³                                              | 2996 cm³                                                         | 3982 cm³                                        | 5461 cm³                                        | 3982 cm³                                        | 5980 cm³                             | 5980 cm³                             |
| Relación de compresión         | 12.0: 1                                    | 10.5: 1                                         | 10.5: 1                                                          | 10.5: 1                                                          | 10.7: 1                                               | 10.5: 1                                                          | 10.5: 1                                         | 10.0: 1                                         | 10.5: 1                                         | 9.0: 1                               | 9.0: 1                               |
| Potencia máxima: CV (kW) @ rpm | 306 CV (225 kW) @ 6500 + 27 CV (20 kW)     | 333 CV (245 kW) @ 5250-6000                     | 367 CV (270 kW) @ 5500-6100 + 22 CV (16 kW)                      | 435 CV (320 kW) @ 5900-6100 + 22 CV (16 kW)                      | 455 CV (335 kW) @ 5250-5500                           | 442 CV (325 kW) @ 5250-5500                                      | 469 CV (345 kW) @ 5250-5500                     | 585 CV (430 kW) @ 5500                          | 612 CV (450 kW) @ 5500-6000                     | 530 CV (390 kW) @ 4900-5300          | 630 CV (463 kW) @ 4800-5400          |
| Par máximo: Nm @ rpm           | 370 Nm @ 3500-5250 + 250 Nm                | 480 Nm @ 1600-4000                              | 500 Nm @ 1600-4000                                               | 520 Nm @ 2500-4800                                               | 700 Nm @ 1800-3500                                    | 650 Nm @ 1000-4750                                               | 700 Nm @ 2000-4000                              | 900 Nm @ 2250-3750                              | 900 Nm @ 2750-4500                              | 830 Nm @ 2500-4800                   | 1000 Nm @ 2300-4300                  |
| Tracción                       | Trasera                                    | Trasera / Total (4MATIC)                        | Trasera / Total (4MATIC)                                         | Trasera                                                          | Trasera / Total (4MATIC)                              | Trasera                                                          | Trasera / Total (4MATIC)                        | Trasera / Total (4MATIC)                        | Total (4MATIC+)                                 | Trasera                              | Trasera                              |
| Transmisión                    | Automática, 7 velocidades                  | Automática, 7 velocidades                       | Automática, 9 velocidades                                        | Automática, 9 velocidades                                        | Automática, 7 velocidades / Automática, 9 velocidades | Automática, 7 velocidades                                        | Automática, 9 velocidades                       | Automátical, 7 velocidades                      | Automática, 9 velocidades                       | Automática, 7 velocidades            | Automática, 7 velocidades            |
| Peso                           | 1850                                       | 1920 kg                                         | 1920 kg                                                          | 1930 kg                                                          | 1880 kg                                               | 1880 kg                                                          | 1970 kg                                         | 1970 kg                                         | 1995 kg                                         | 2110 kg                              | 2175 kg                              |
| Aceleración 0–100 km/h         | 6.8 s                                      | 6.1 s                                           | 5.1 s                                                            | 4.8 s                                                            | 4.8 s                                                 | 5.2 s                                                            | 4.7 s                                           | 4.4 s                                           | 3.5-3.6 s                                       | 4.6 s                                | 4.2-4.3 s                            |
| Velocidad máxima               | 250 km/h (Limitada electrónicamente)       | 250 km/h (Limitada electrónicamente)            | 250 km/h (Limitada electrónicamente)                             | 250 km/h (Limitada electrónicamente)                             | 250 km/h (Limitada electrónicamente)                  | 250 km/h (Limitada electrónicamente)                             | 250 km/h (Limitada electrónicamente)            | 250 km/h (Limitada electrónicamente)            | 250 km/h (Limitada electrónicamente)            | 250 km/h (Limitada electrónicamente) | 250 km/h (Limitada electrónicamente) |
| Consumo combinado (L/100 km)   | 6.3-6.8                                    | 8.4                                             | 6.6-6.9                                                          | 6.6-6.9                                                          | 8.6-9.1                                               | 2.8                                                              | 7.9-8.2                                         | 10.1                                            | 8.9                                             | 11.1-11.3                            | 11.9                                 |

| Periodo                        | 2014-2017                                                    | 2013-2017                                                  | 2017-2020                                                    | 2017-2020                                                    |
| Identificación del motor       | OM 651 DE 22 LA                                              | OM 642 LS DE 30 LA                                         | OM 656 DE 29 LA                                              | OM 656 DE 29 LA                                              |
| Tipo de motor                  | L4 16v, inyección directa, common-rail, biturbo, intercooler | V6 24v, inyección directa, common-rail, turbo, intercooler | L6 24v, inyección directa, common-rail, biturbo, intercooler | L6 24v, inyección directa, common-rail, biturbo, intercooler |
| Diámetro x carrera             | 83.0 mm × 99.0 mm                                            | 83.0 mm × 92.0 mm                                          | 82.0 mm × 92.4 mm                                            | 82.0 mm × 92.4 mm                                            |
| Cilindrada                     | 2143 cm³                                                     | 2987 cm³                                                   | 2925 cm³                                                     | 2925 cm³                                                     |
| Relación de compresión         | 16.2: 1                                                      | 15.5: 1                                                    | 15.5: 1                                                      | 15.5: 1                                                      |
| Potencia máxima: CV (kW) @ rpm | 204 CV (150 kW) @ 4200 + 27 CV (20 kW)                       | 258 CV (190 kW) @ 3600                                     | 286 CV (210 kW) @ 3400-4600                                  | 340 CV (250 kW) @ 3400-4600                                  |
| Par máximo: Nm @ rpm           | 500 Nm @ 1600-1800 + 500 Nm                                  | 620 Nm @ 1600-2400                                         | 600 Nm @ 1200-3200                                           | 700 Nm @ 1200-3200                                           |
| Tracción                       | Trasera                                                      | Trasera / Total (4MATIC)                                   | Trasera / Total (4MATIC)                                     | Trasera / Total (4MATIC)                                     |
| Transmisión                    | Automática, 7 velocidades                                    | Automática, 7 velocidades / Automática, 9 velocidades      | Automática, 9 velocidades                                    | Automática, 9 velocidades                                    |
| Peso                           | 1940 kg                                                      | 1880 kg                                                    | 1895 kg                                                      | 1930 kg                                                      |
| Aceleración 0–100 km/h         | 7.6 s                                                        | 6.8 s                                                      | 6.0 s                                                        | 5.4 s                                                        |
| Velocidad máxima               | 240 km/h                                                     | 250 km/h (Limitada electrónicamente)                       | 250 km/h (Limitada electrónicamente)                         | 250 km/h (Limitada electrónicamente)                         |
| Consumo combinado (L/100 km)   | 4.4-4.7                                                      | 5.5-6.0                                                    | 5.1-5.4                                                      | 5.2-5.4                                                      |
| Normativa anticontaminación    | Euro 6                                                       | Euro 6                                                     | Euro 6                                                       | Euro 6                                                       |

## Ingeniería
Históricamente, se dijo que la ingeniería de la Clase S había sido diseñada sin importar el costo, una práctica que continuó sin trabas a través de la línea W140. La compañía a su vez ha podido explotar esto como una herramienta de marketing, culminando en su eslogan, "diseñado como ningún otro coche en el mundo". Este lema se usó a lo largo de la década de 1980 con la comercialización del W126. Sin embargo, después de la formación de Daimler Chrysler y el cese de la presupuestación excesiva autorizada por ingenieros a finales de la década de 1990, este eslogan se abandonó. Se informó que el modelo W220 (de la generación posterior) sufría tasas de confiabilidad y calidad relativamente más bajas que los modelos anteriores.